# Anna Susanna Fries

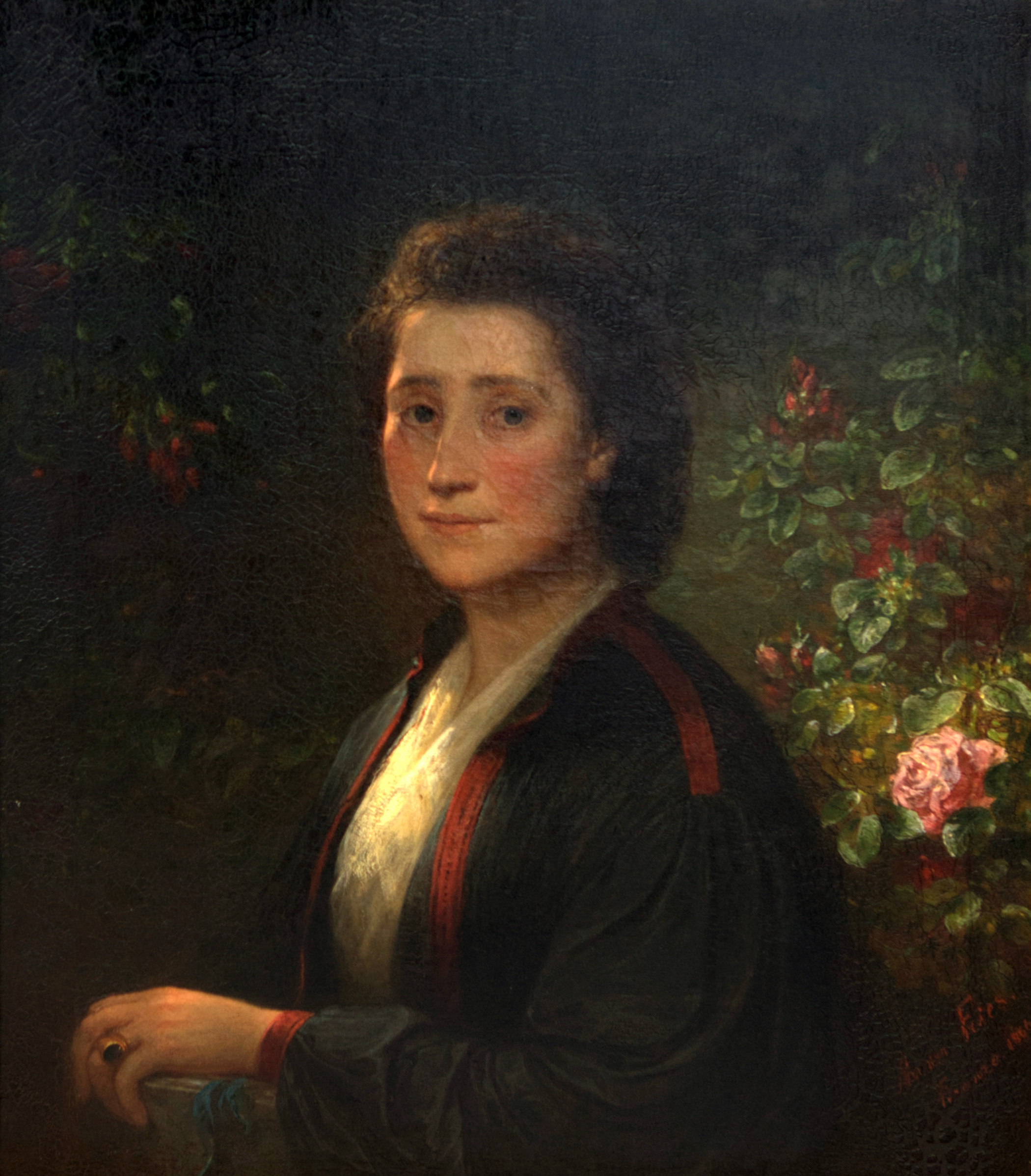
Anna Susanna Fries. Selbstporträt

Anna Susanna Fries (* 30. Januar 1827 in Zürich; † 11. Juli 1901 in Sestri Levante) war eine Schweizer Portrait- und Landschafts-Malerin.

## Leben und Wirken
Anna Susanna Fries war die Tochter des Zürcher Landschreibers Johann Fries-Freudweiler (1788–1852) und die Enkelin des Genremalers Heinrich Freudweiler (1755–1795). Mit ihren zwei Brüdern und drei Schwestern verbrachte sie die Ferienzeiten ihrer Jugend oft bei der befreundeten Familie des Arztes Johann Jakob Heusser in Hirzel. In diesen Ferienzeiten entstand ihre Freundschaft mit der Heusser-Tochter und Schriftstellerin Johanna Spyri. Gegen den väterlichen Widerstand widmete sie sich der Kunst und studierte an den Kunstakademien in München und Düsseldorf, an der École des Beaux-Arts in Paris sowie bei Johann Conrad Zeller in Zürich. Mitte der fünfziger Jahre ließ sie sich als Portraitmalerin in Zürich nieder. Zu Ende der sechziger Jahre weilte sie mit ihrer jüngeren Schwester während zwei Jahren in Holland, wo sie den Auftrag hatte, die Königin und den Hof zu porträtieren. 
Dann bezog sie für einige Zeit ein Atelier im «Künstlergütli» in Zürich neben Rudolf Koller und Ernst Stückelberg.
Immer wieder zog es sie nach Italien, bis sie sich schliesslich ganz in Florenz niederliess. Mehr und mehr malte sie Landschaften mit Figuren oder Landschaften mit besonders südlichem Typus. Anfang der 1870er Jahre gründete sie in Florenz eine «Kunstschule für Damen» in der sie in einem eigens dafür gebauten Haus 12 bis 20 meist schweizerische und deutsche Schülerinnen unterrichtete, u. a. die Schriftstellerin Betsy Meyer. Zusammen mit ihren Schülerinnen bereiste sie die italienischen Küstenstädte und legte dabei Skizzenbücher von Landschaften, Bauten und Menschen an. Eines dieser Bücher, mit Skizzen aus dem Frühjahr 1876, überwiegend von Landschaften und Gebäuden an der Ostküste Siziliens, ist erhalten. Ab Mitte der 1880er Jahre war Anna Susanna Fries in Sestri Levante (Ligurien) ansässig. Eine vorübergehende Augenschwäche veranlasste sie, die Malerei ganz aufzugeben und sich fortan wohltätigen Zwecken zu widmen.
Anna Susanna Fries war von der Mitgliedschaft in der «Gesellschaft Schweizerischer Maler und Bildhauer» ausgeschlossen. Diese Gesellschaft weigerte sich bis 1972, Frauen als Aktivmitglieder aufzunehmen. 1902 gründeten Westschweizer Künstlerinnen in Lausanne die «Société Romande des Femmes Peintres et Sculpteurs». 1903 schlossen sich die Sektionen Genf und Neuchâtel, 1909 die Sektionen Bern, Basel und Zürich der Gesellschaft an, die sich von dem Zeitpunkt an «Gesellschaft Schweizerischer Malerinnen und Bildhauerinnen» nannte.

## Werke

### Portraits

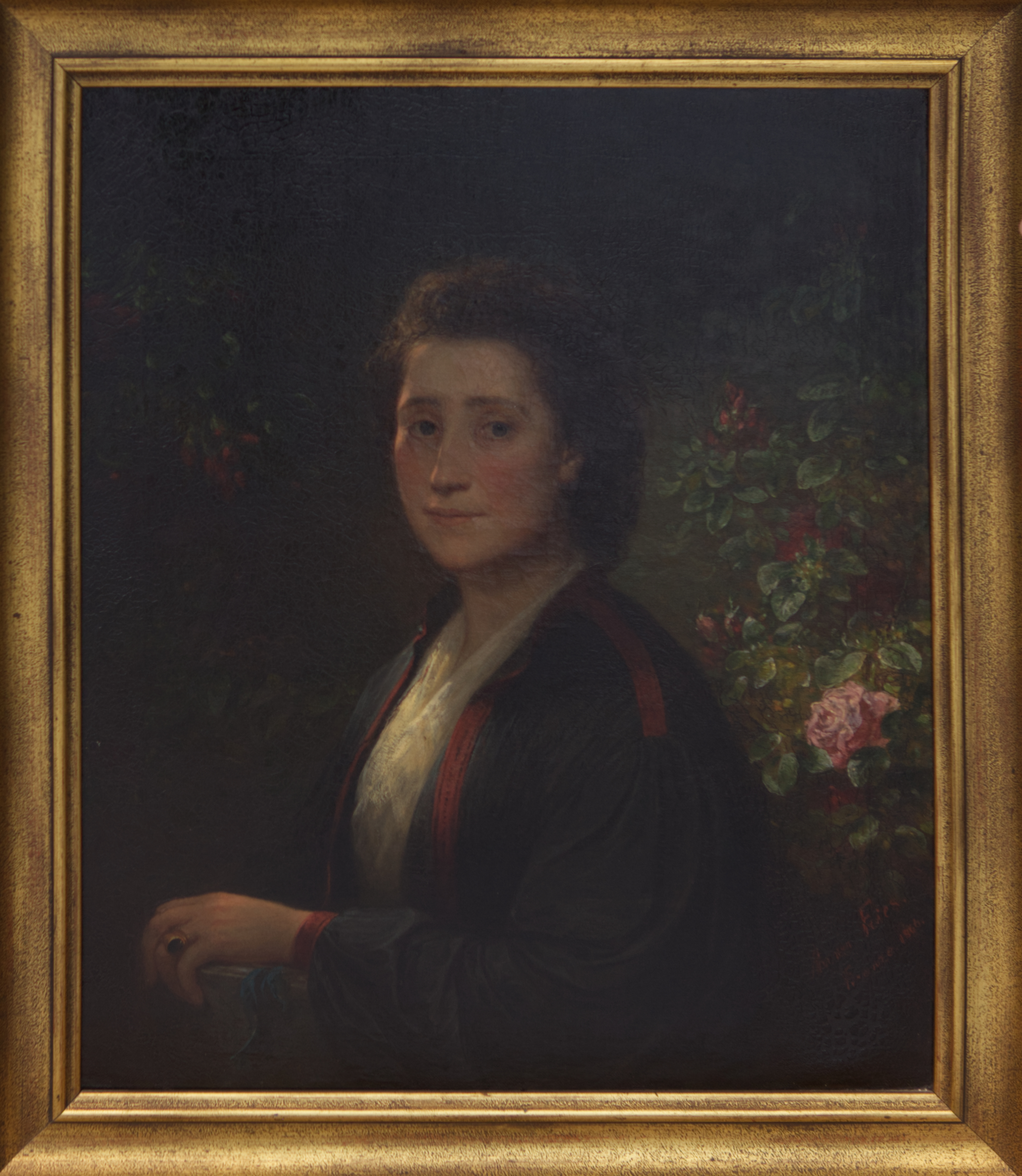
Selbstporträt
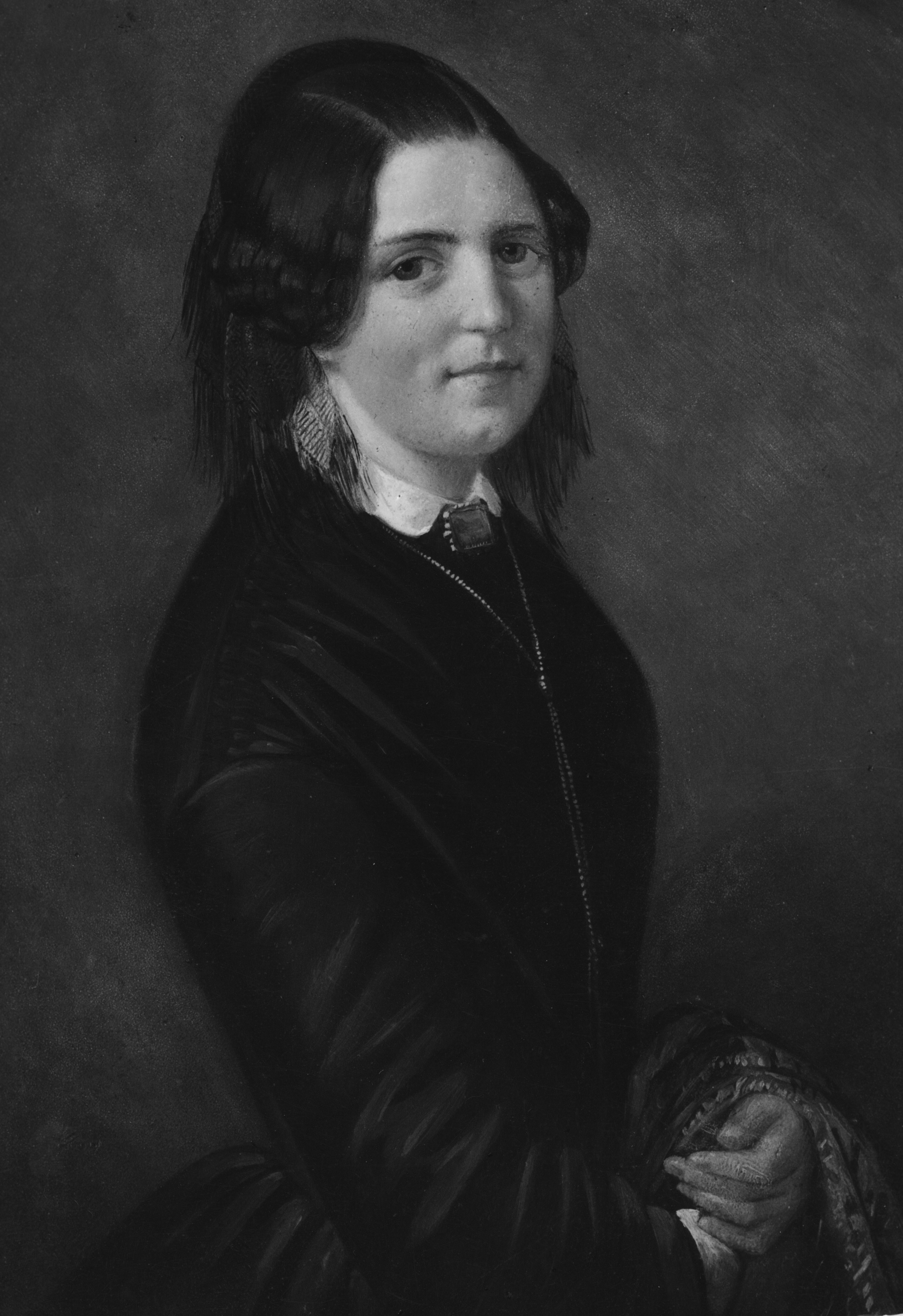
Johanna Spyri 1848
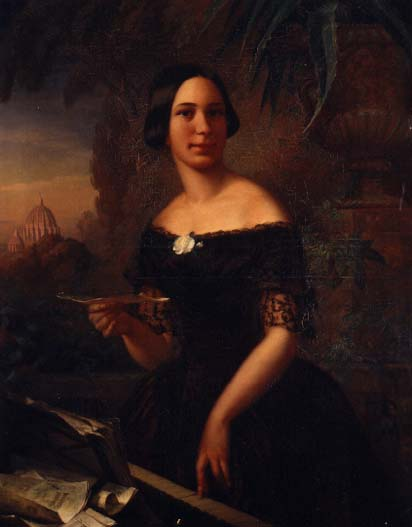
Fanny Hünerwadel
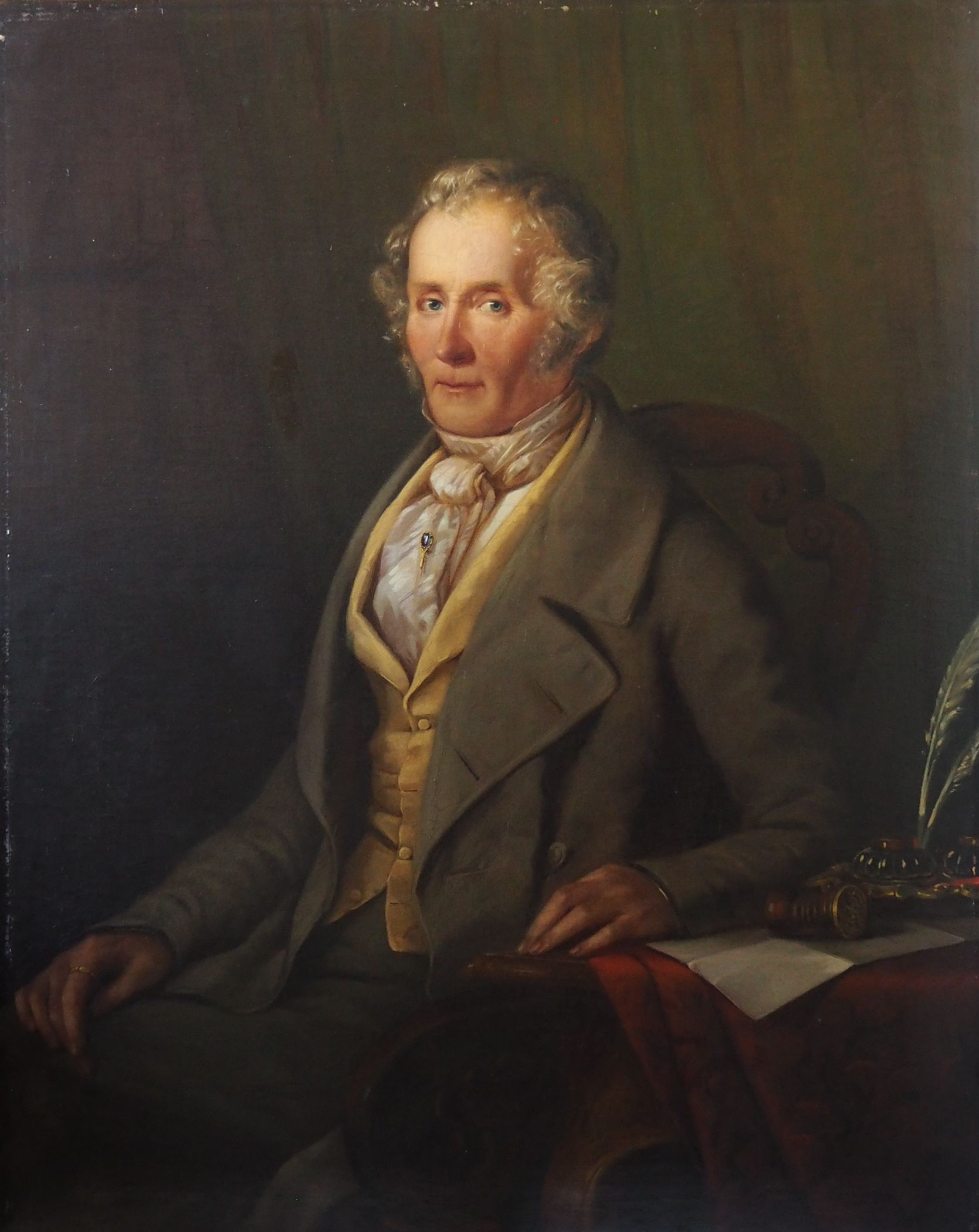
Johann Fries-Freudweiler
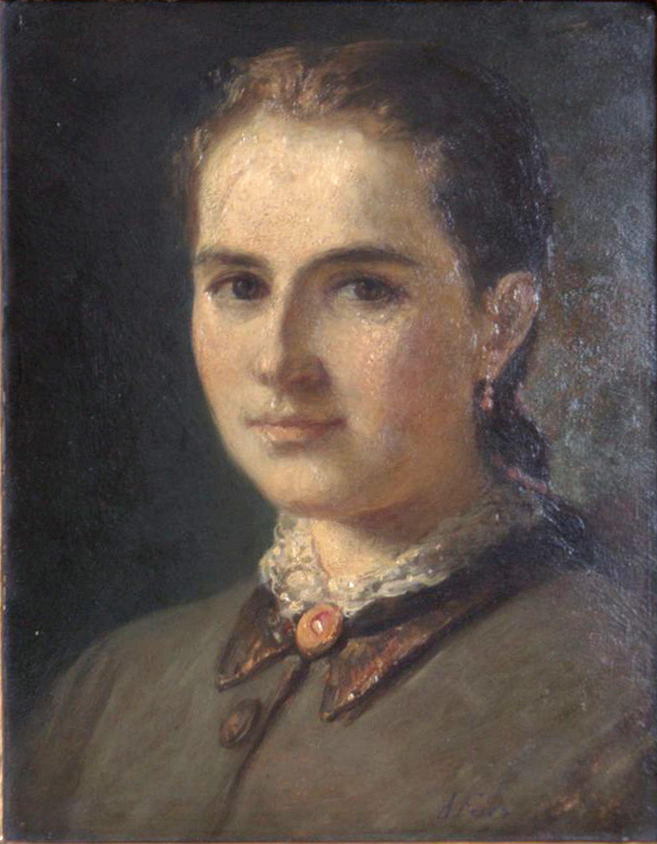
Mathilde Heim

### Skizzenbuch. Überwiegend Frühjahr 1876 (Auswahl)

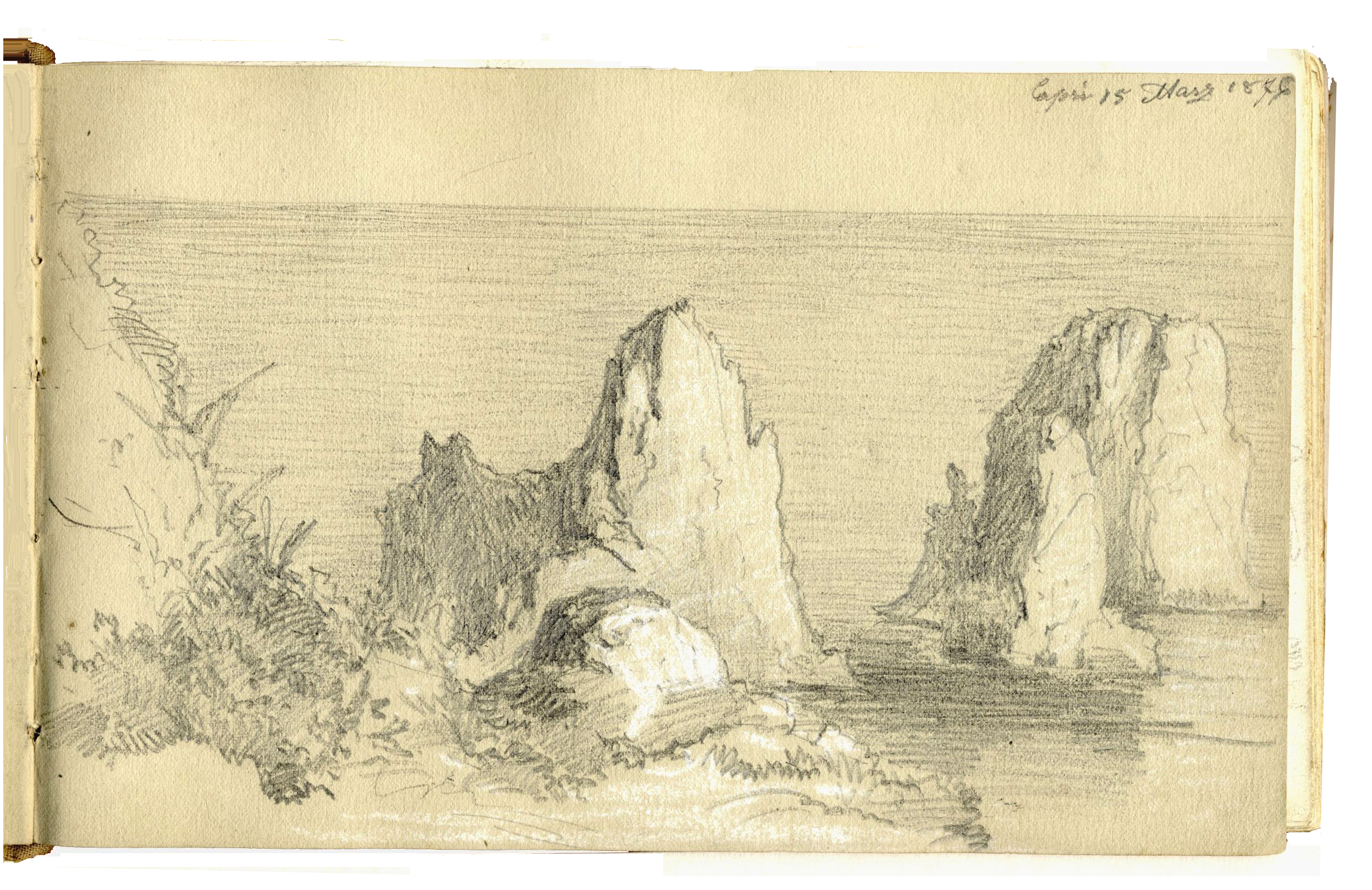
15. März 1876. Capri. Faraglioni
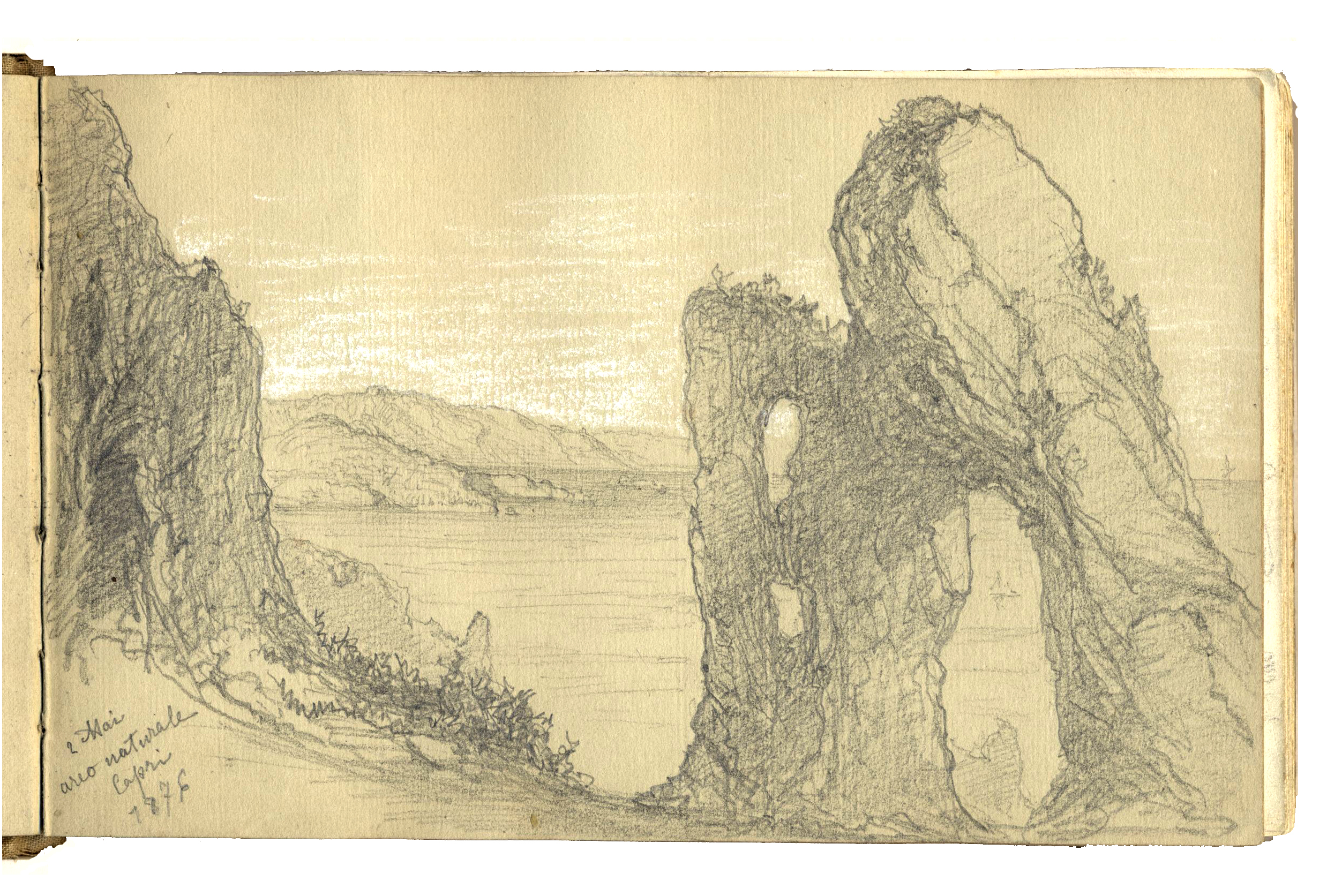
2. Mai 1876. Capri. Natürlicher Felsbogen
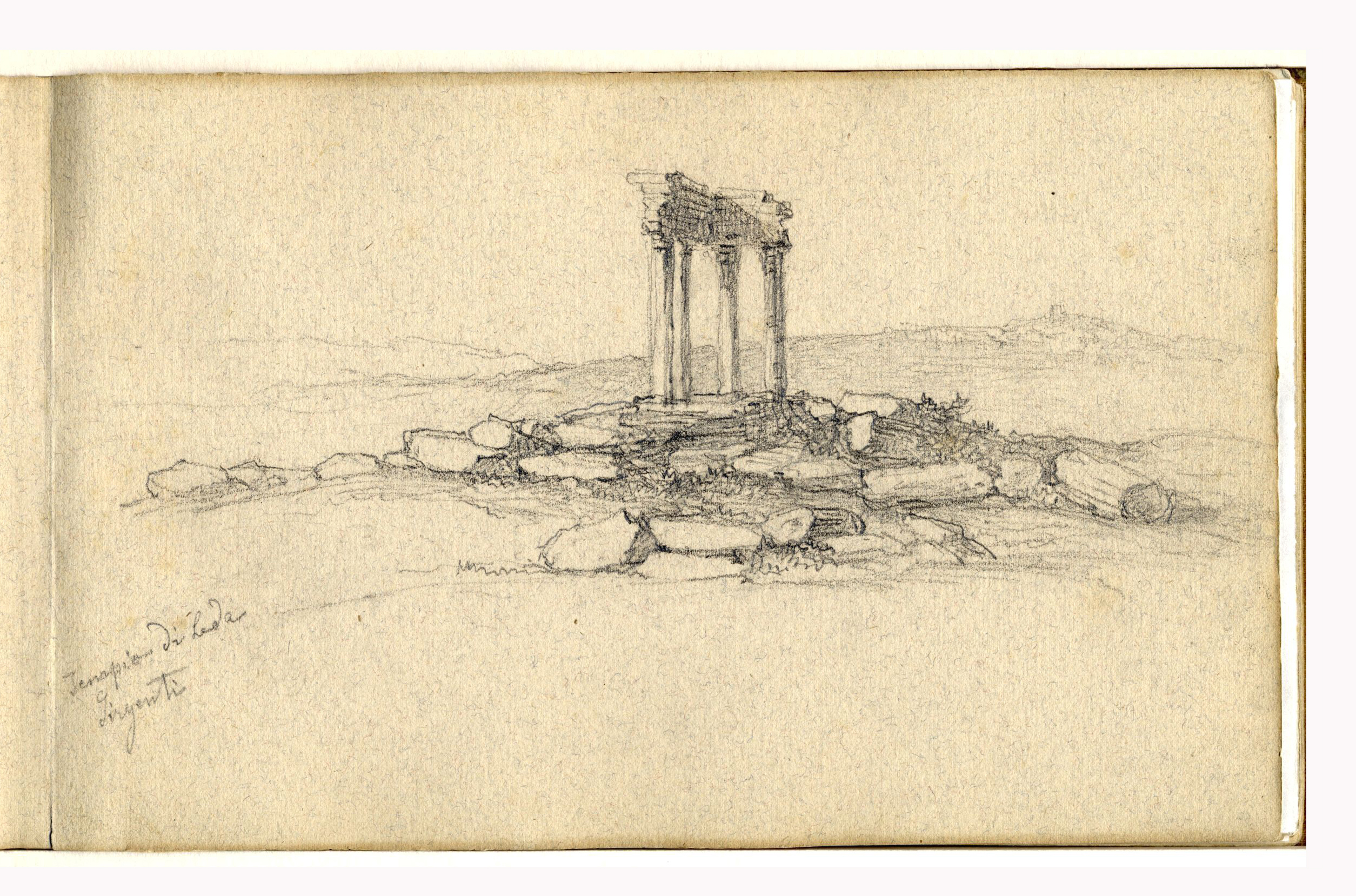
Agrigent. Dioskurentempel (von Fries Leda-Tempel genannt)
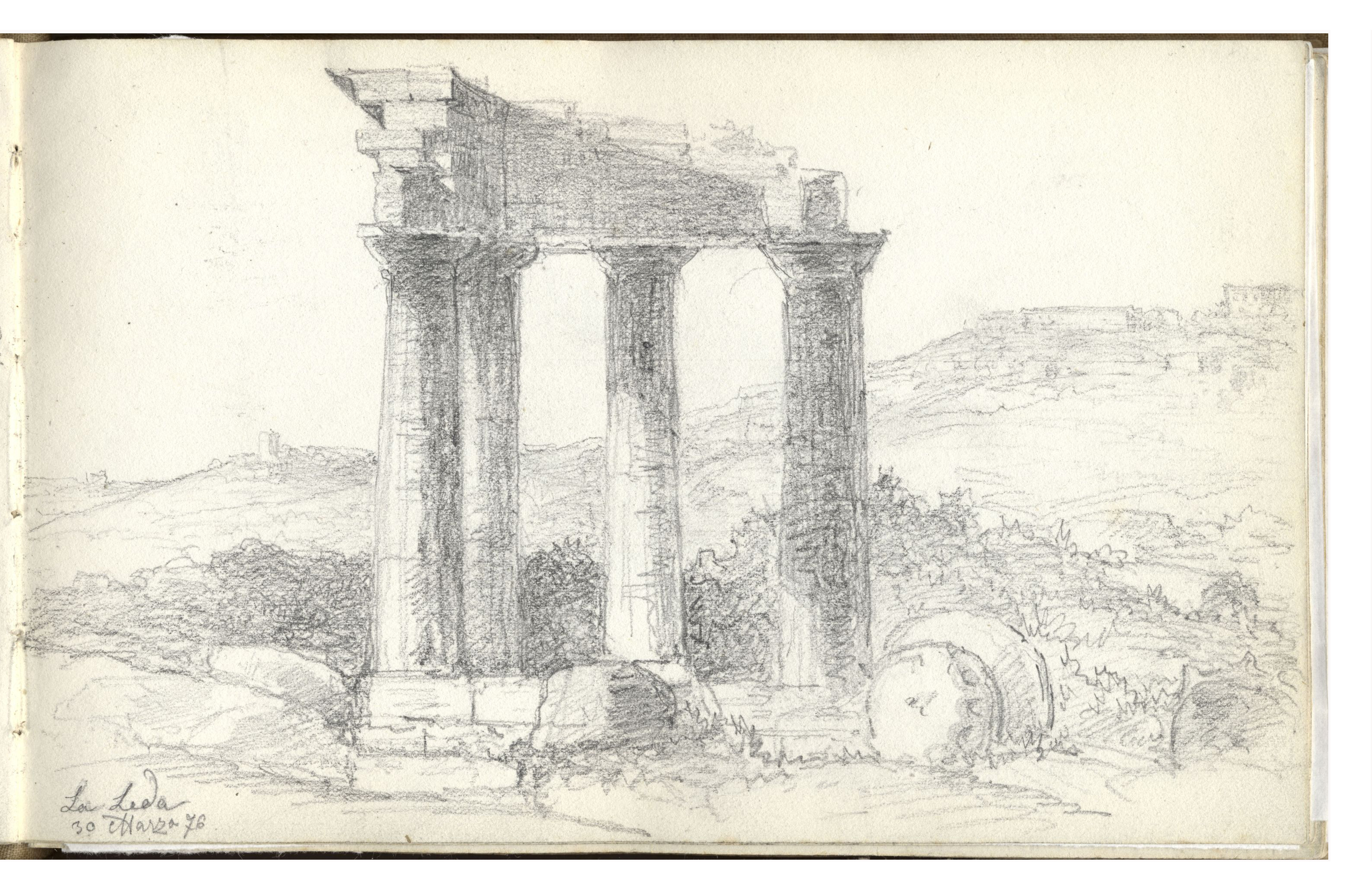
30. März 1876. Agrigent. Dioskurentempel (von Fries Leda-Tempel genannt)
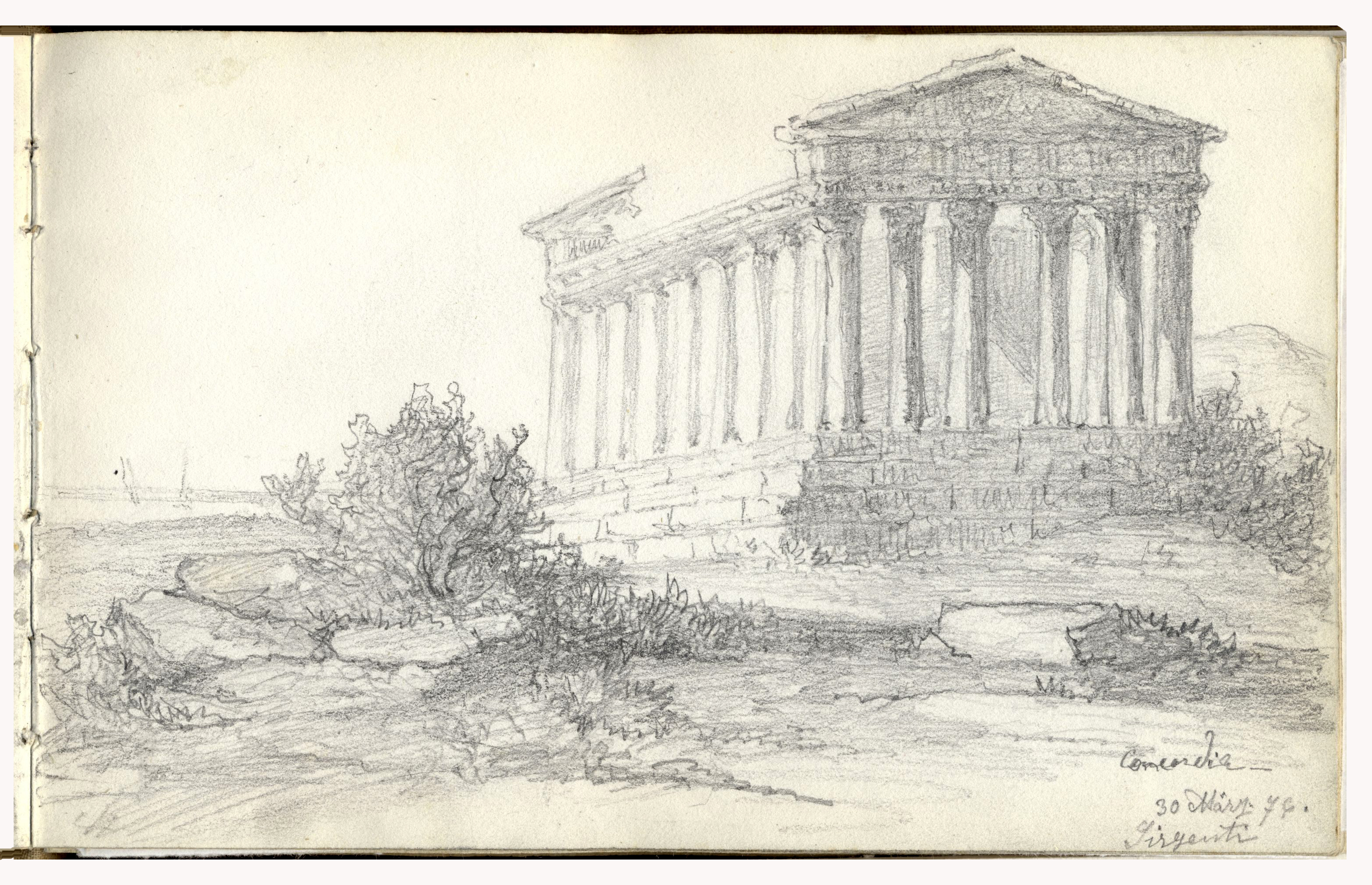
30. März 1876. Agrigent. Concordiatempel
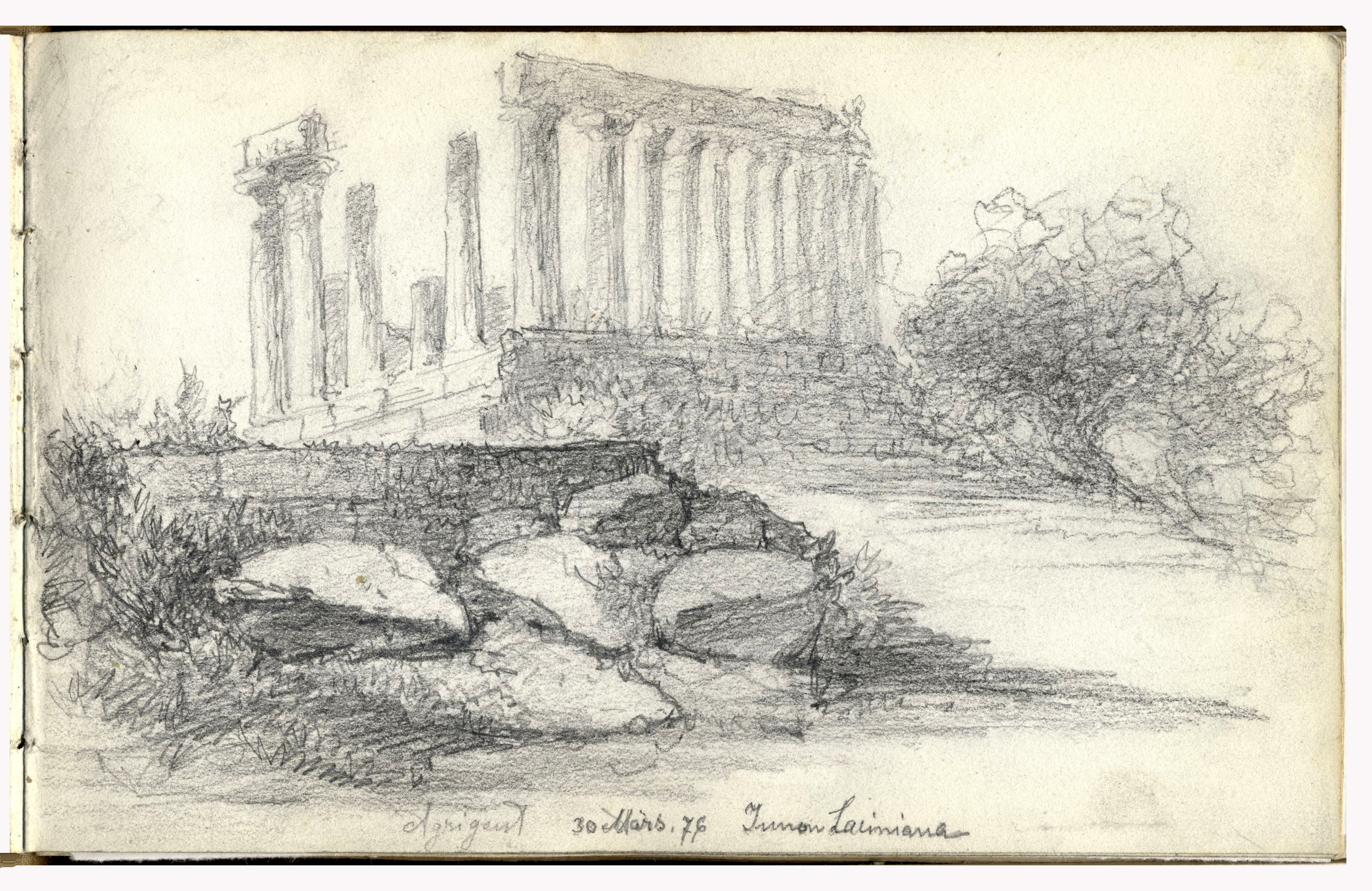
30. März 1876. Agrigent. Heratempel
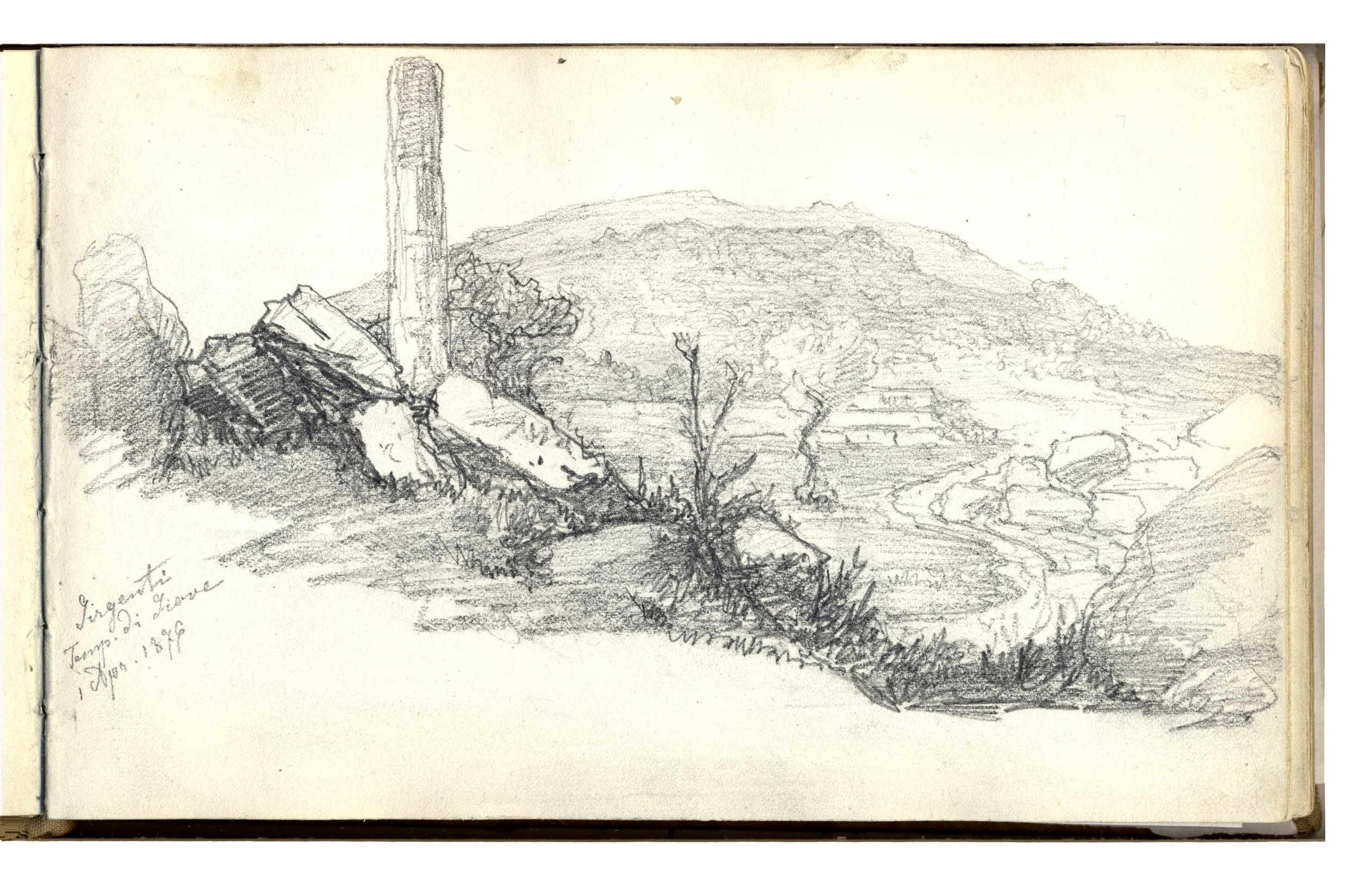
April 1876. Agrigent. Zeustempel
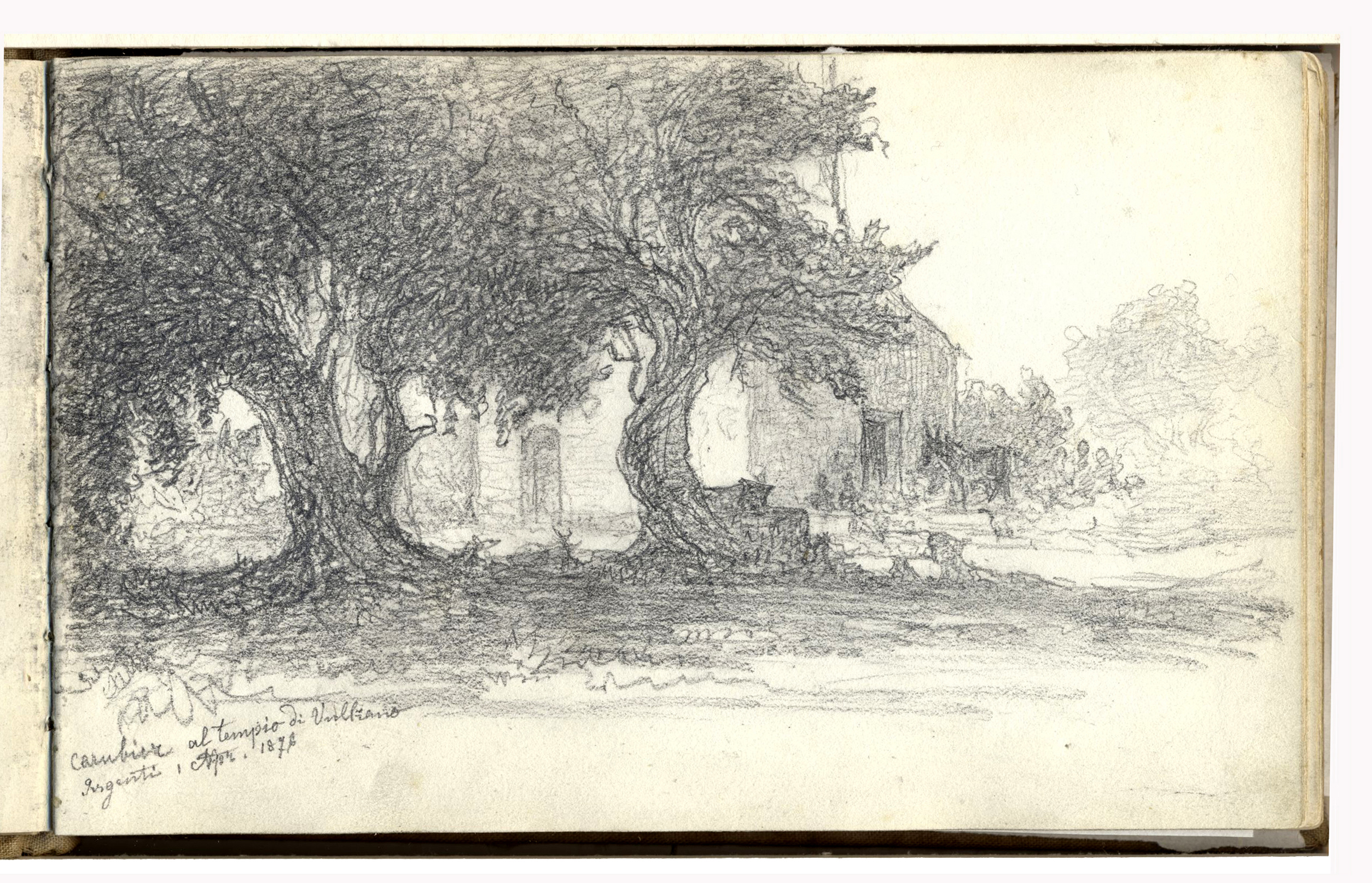
1. April 1876. Agrigent
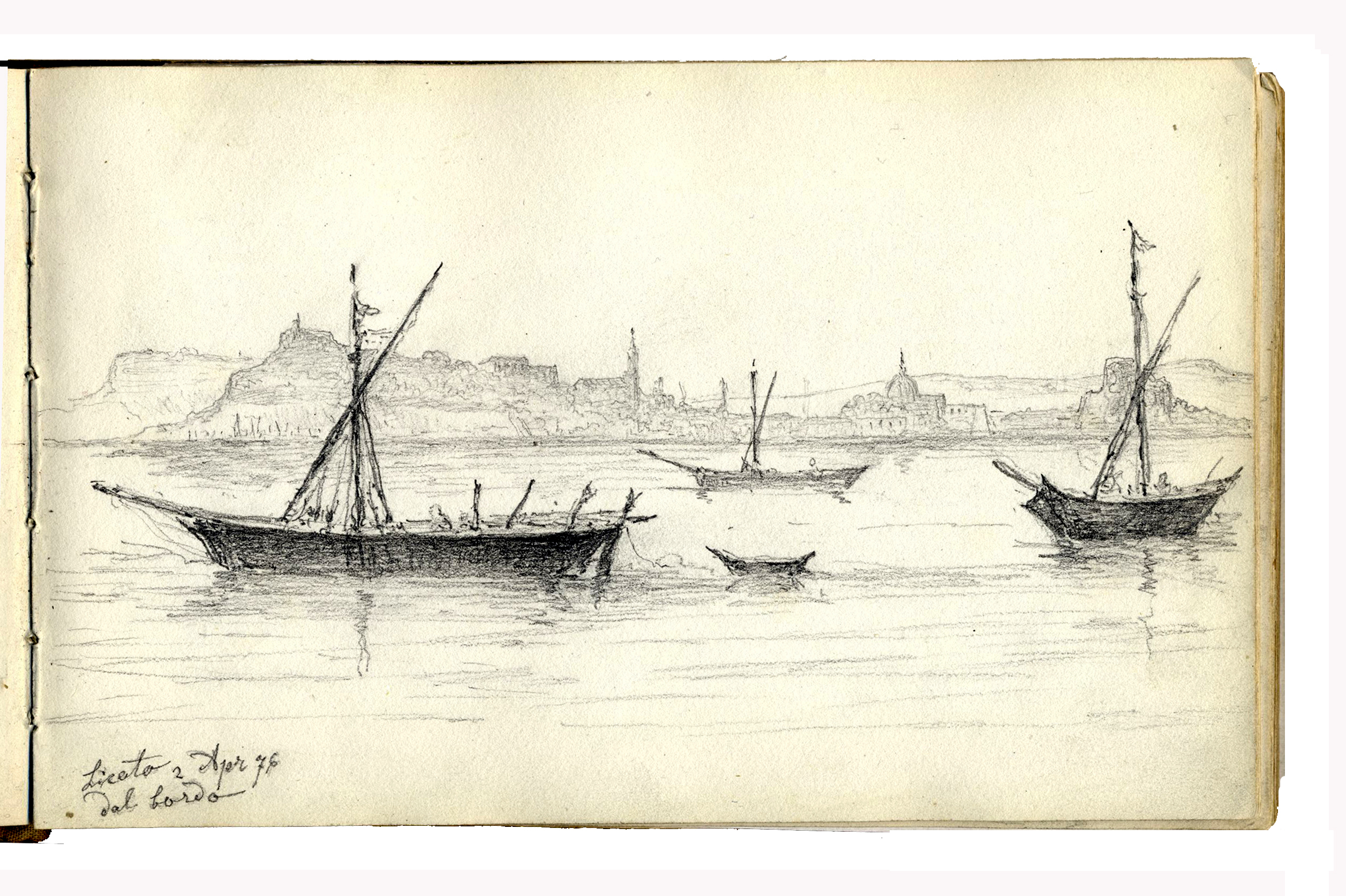
2. April 1876. Licata. Hafen
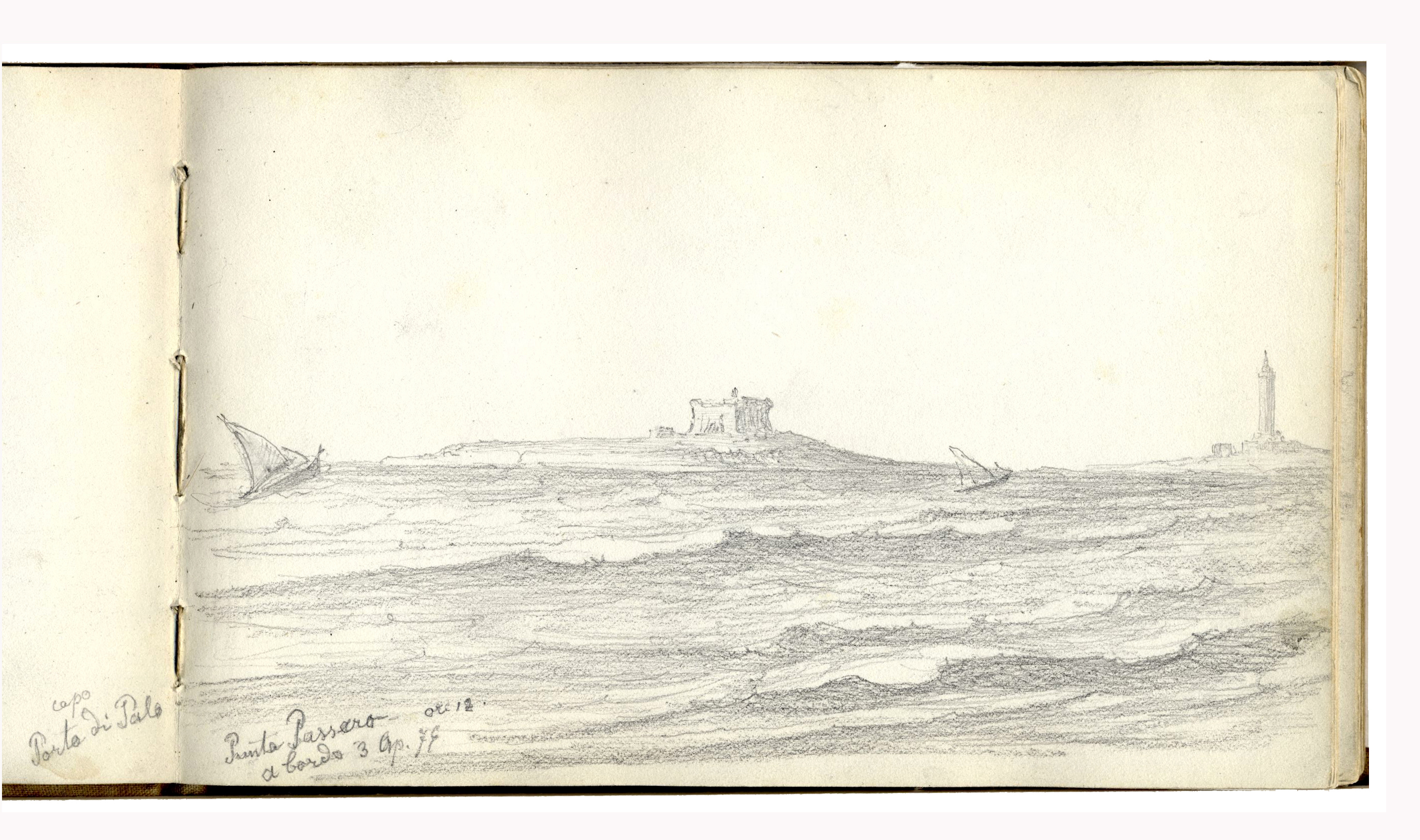
3. April 1876. Portopalo di Capo Passero
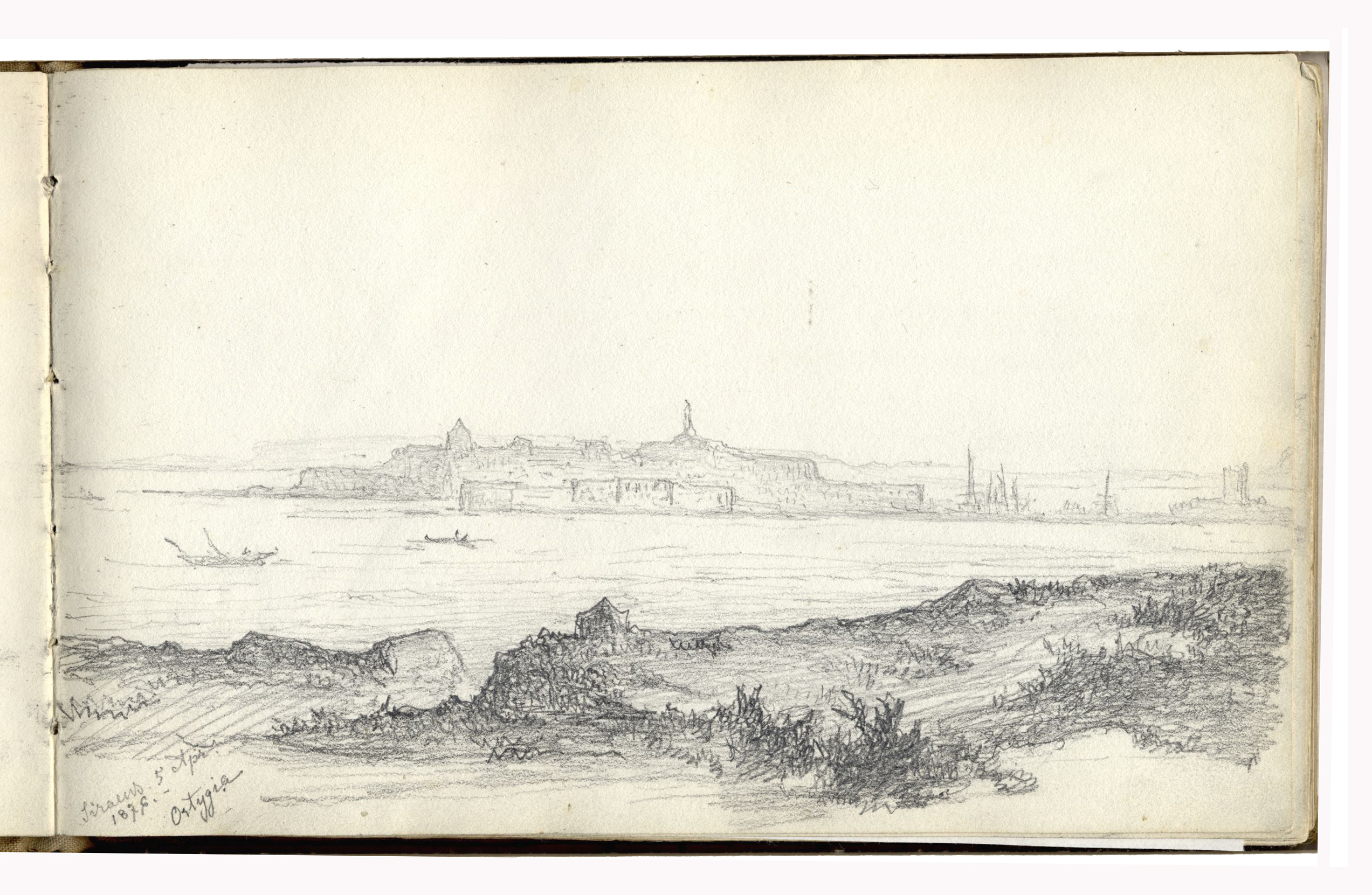
5. April 1876. Syrakus. Ortygia
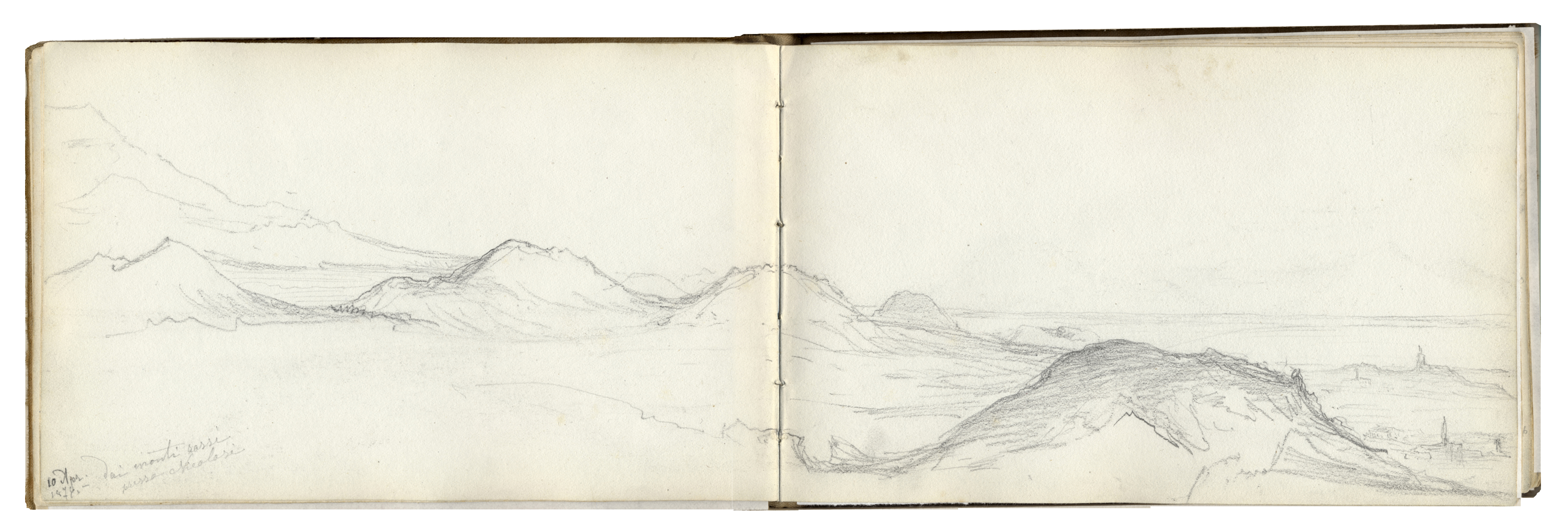
10. April 1876. Blick von den Monti Rossi über Nicolosi
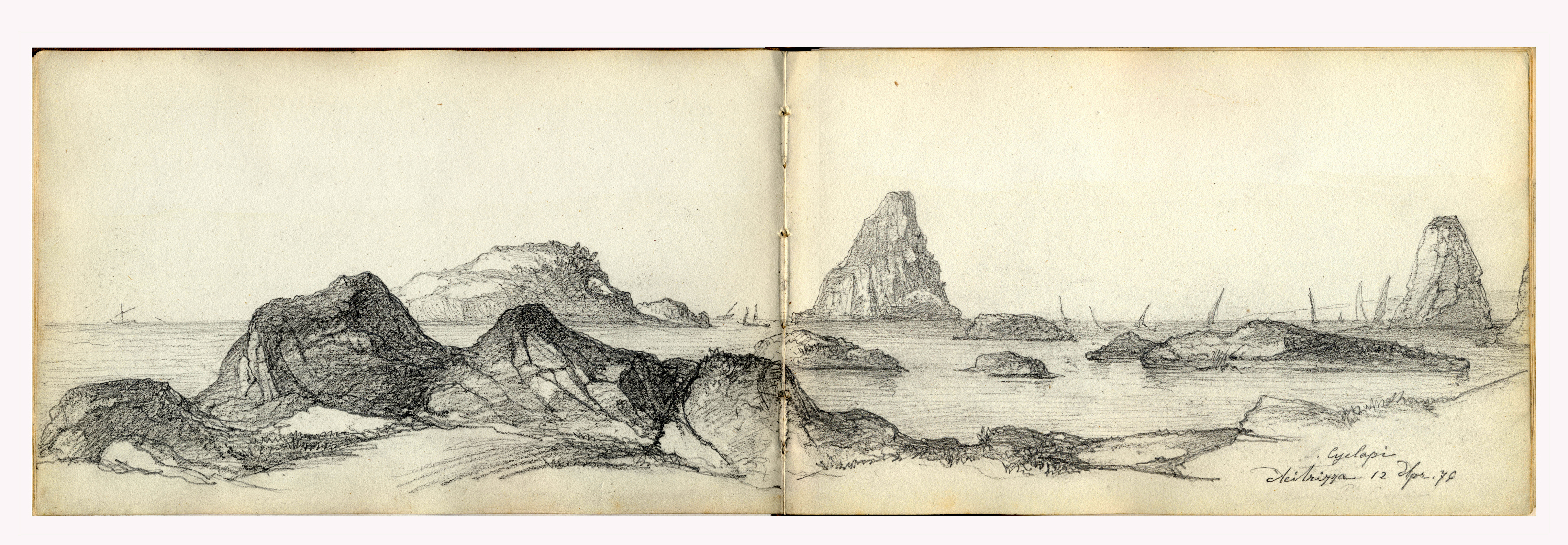
12. April 1876. Aci Trezza. Zyklopeninseln
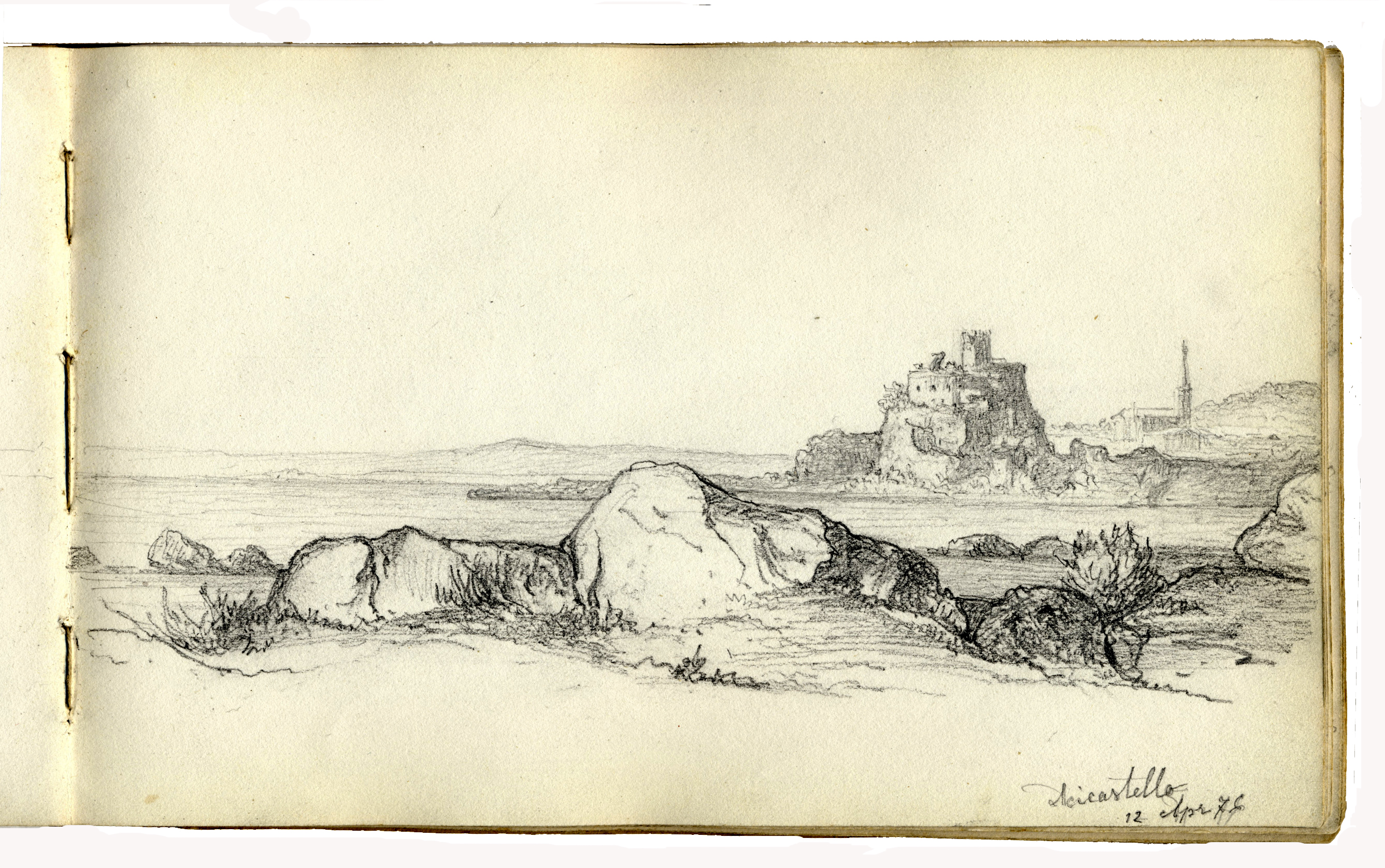
12. April 1876. Aci Castello
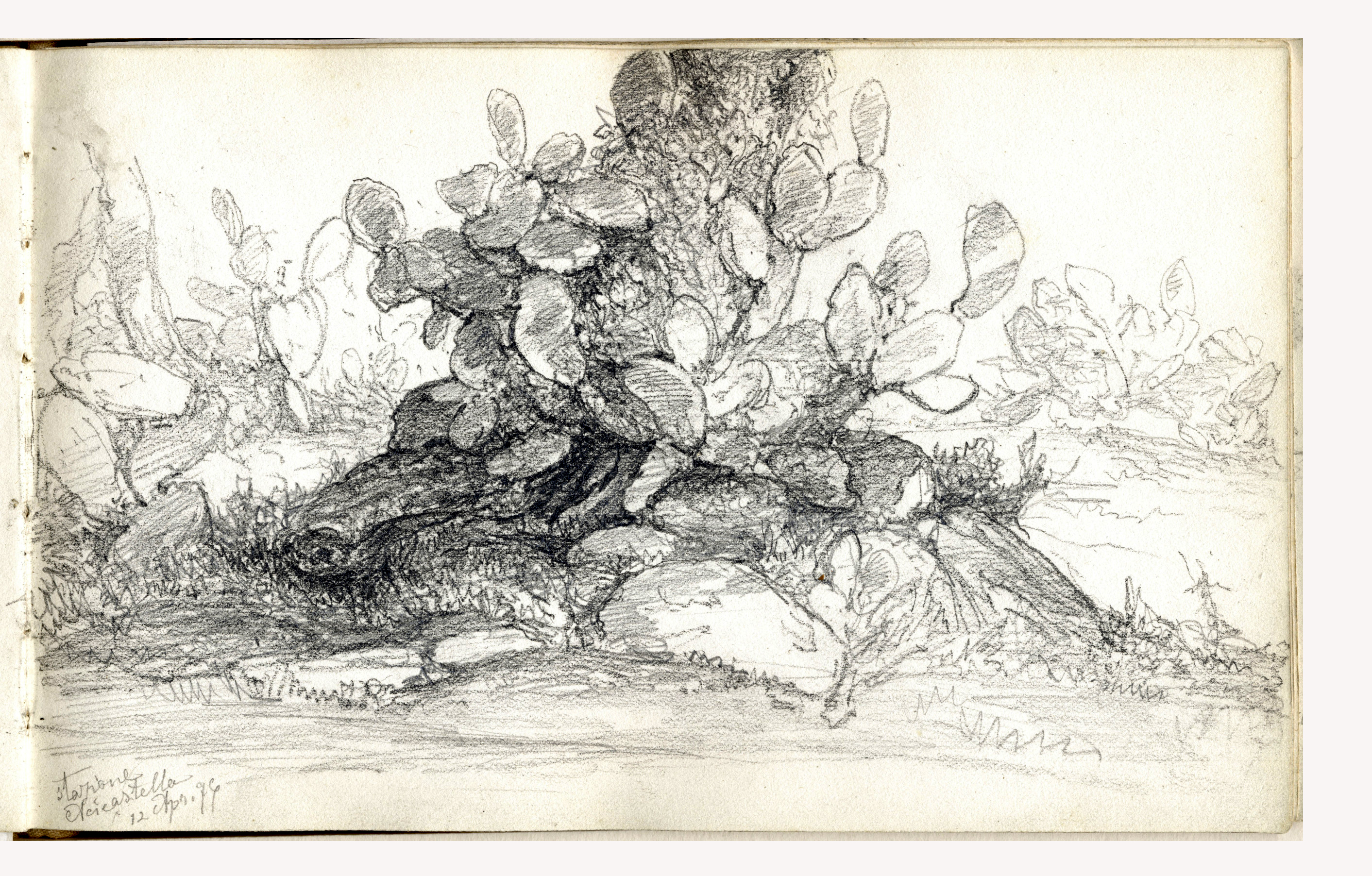
12. April 1876. Aci Castello
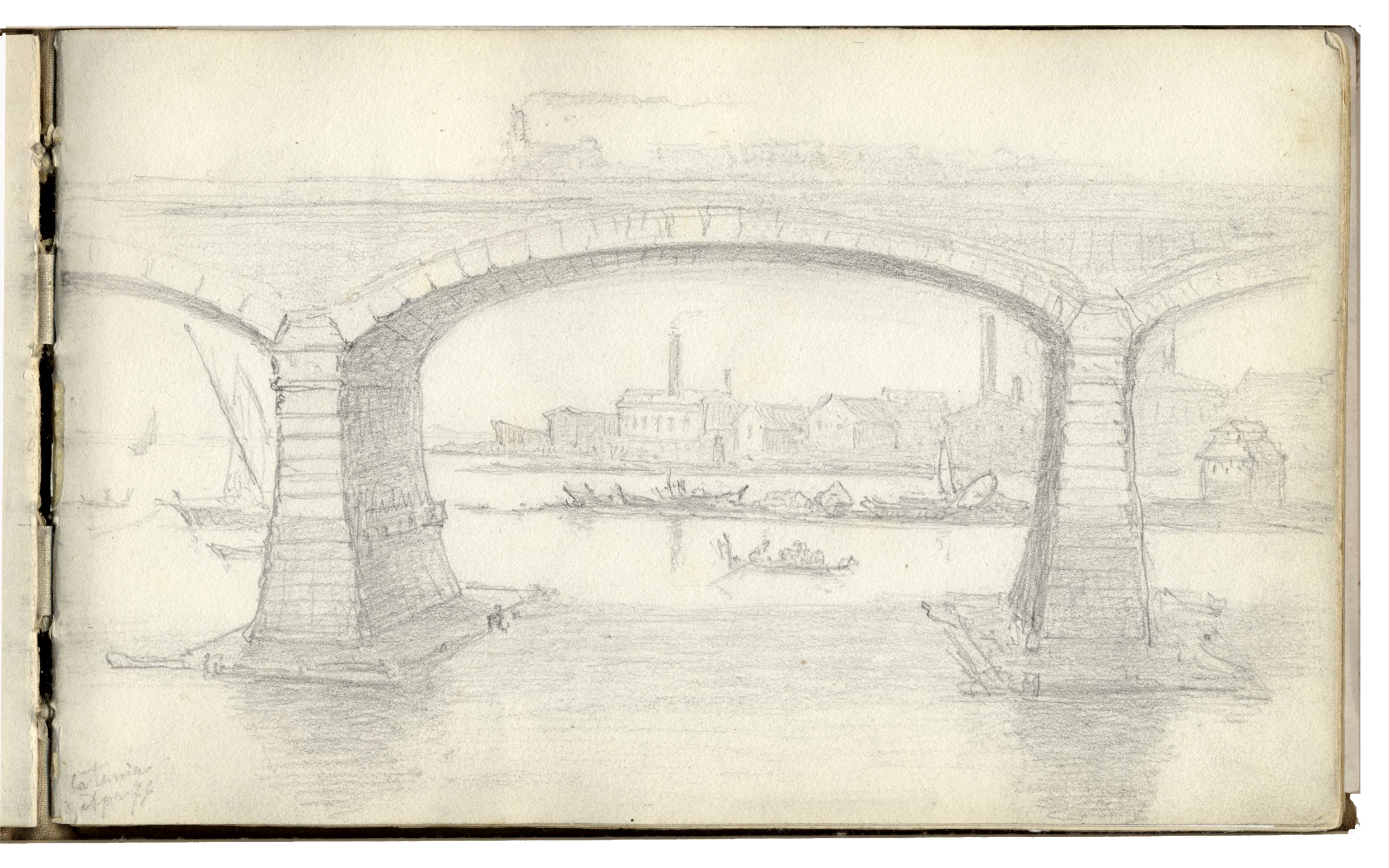
15. April 1876. Catania. Eisenbahnbrücke
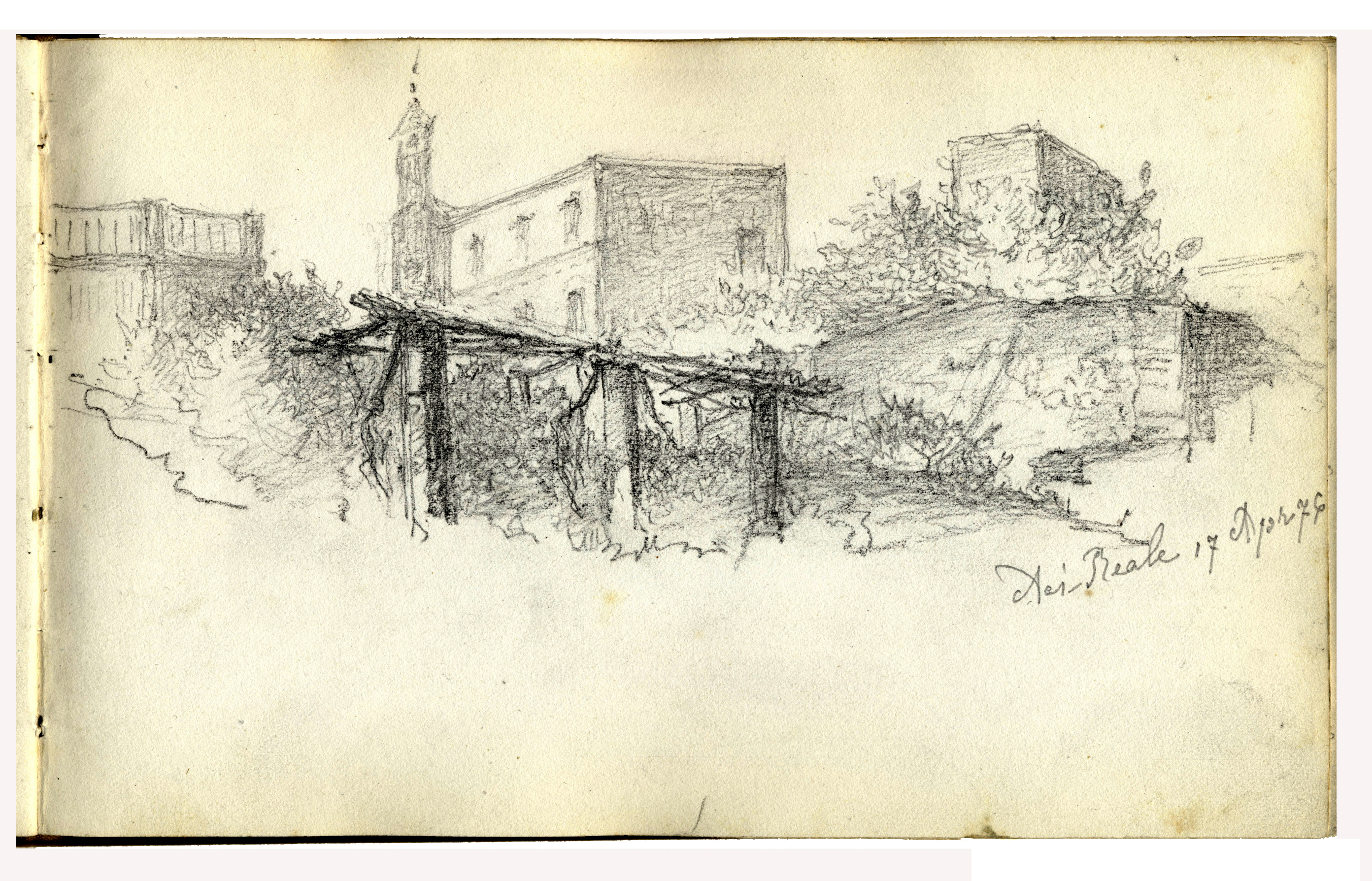
17. April 1876. Acireale
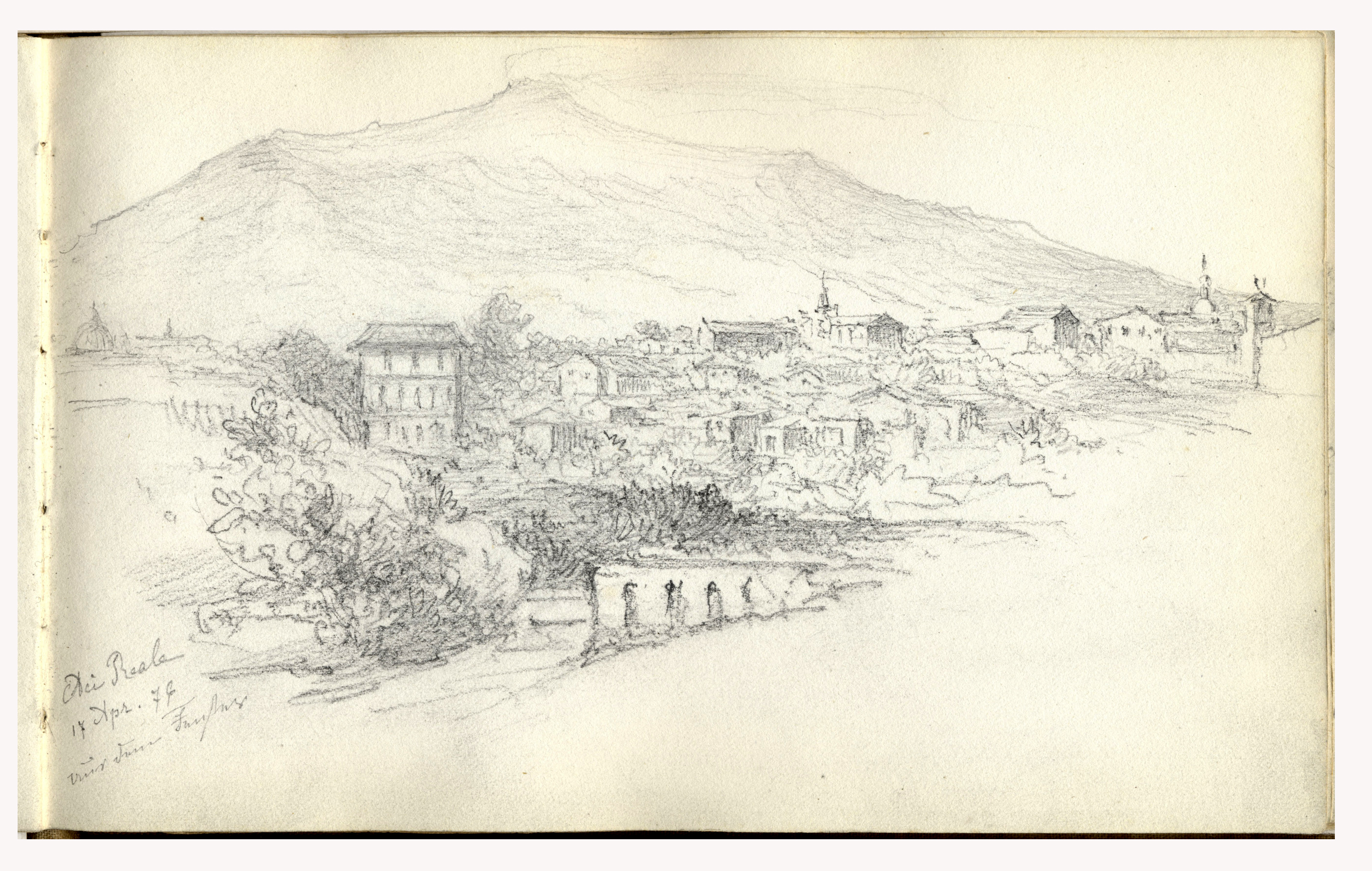
17. April 1876. Acireale
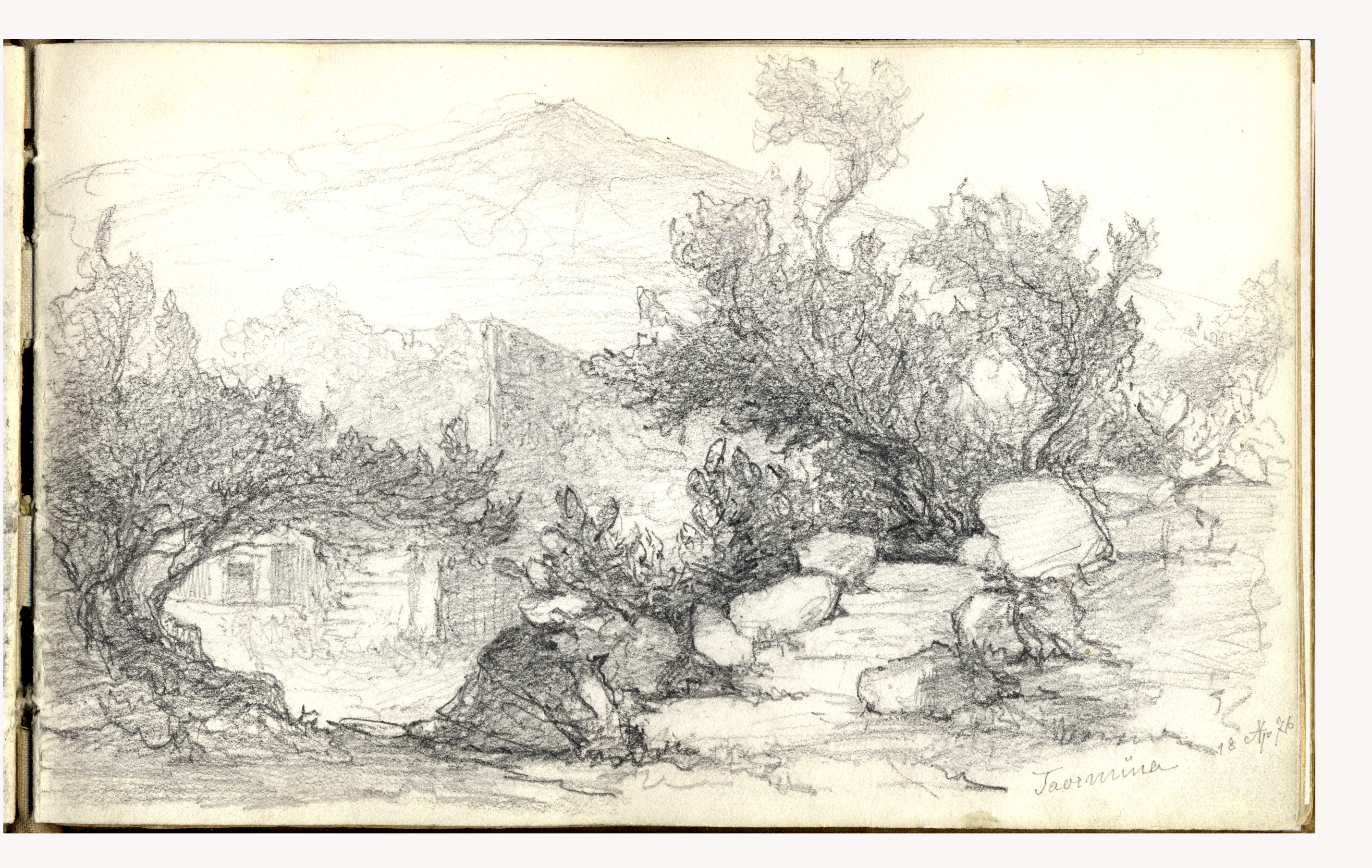
18. April 1876. Taormina
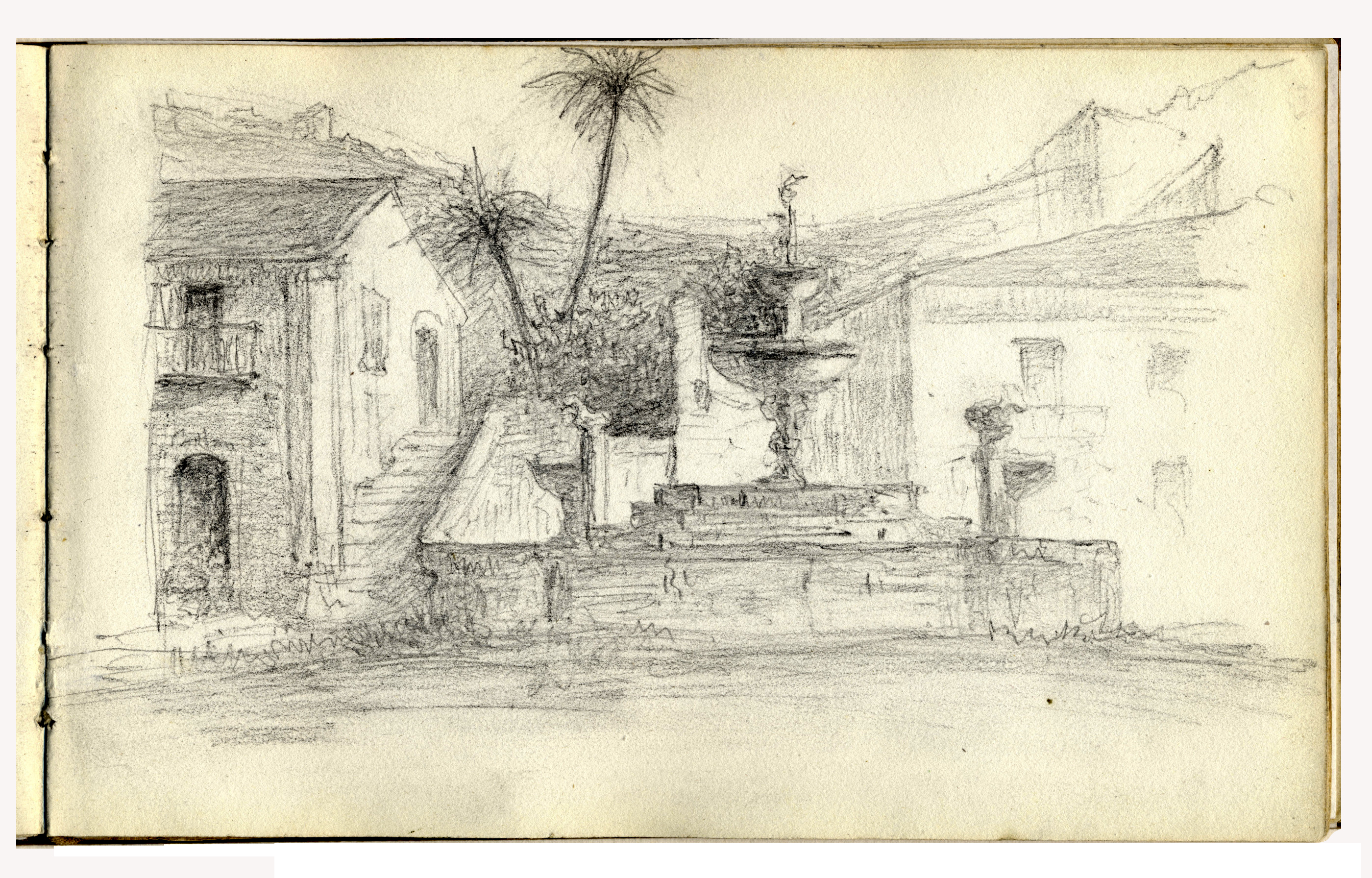
19. April 1876. Taormina
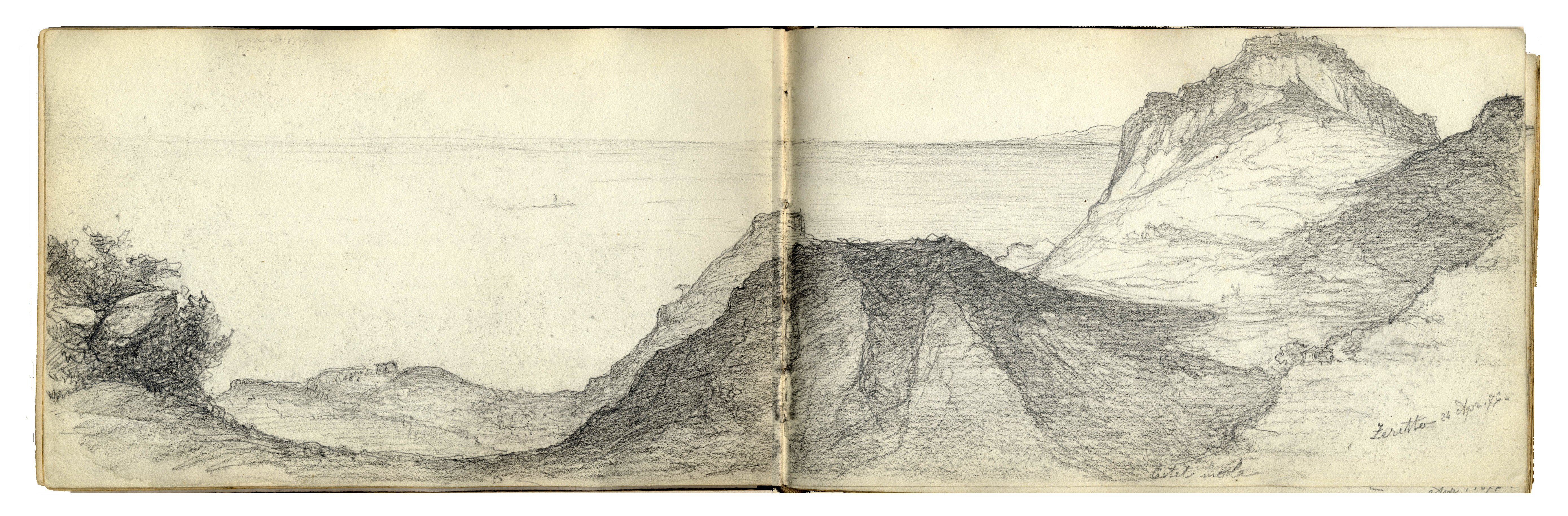
24. April 1876. Castelmola
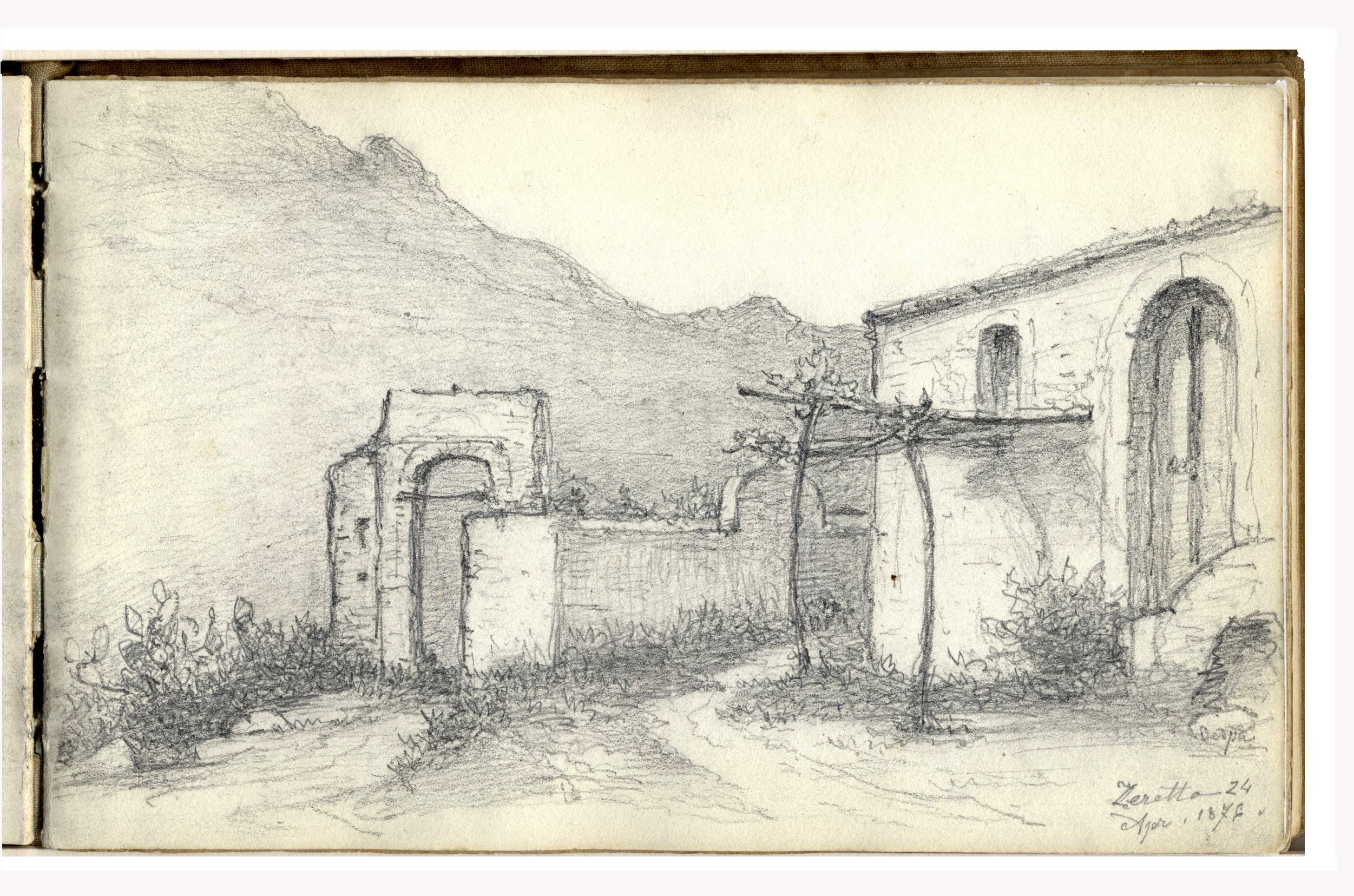
24. April 1876
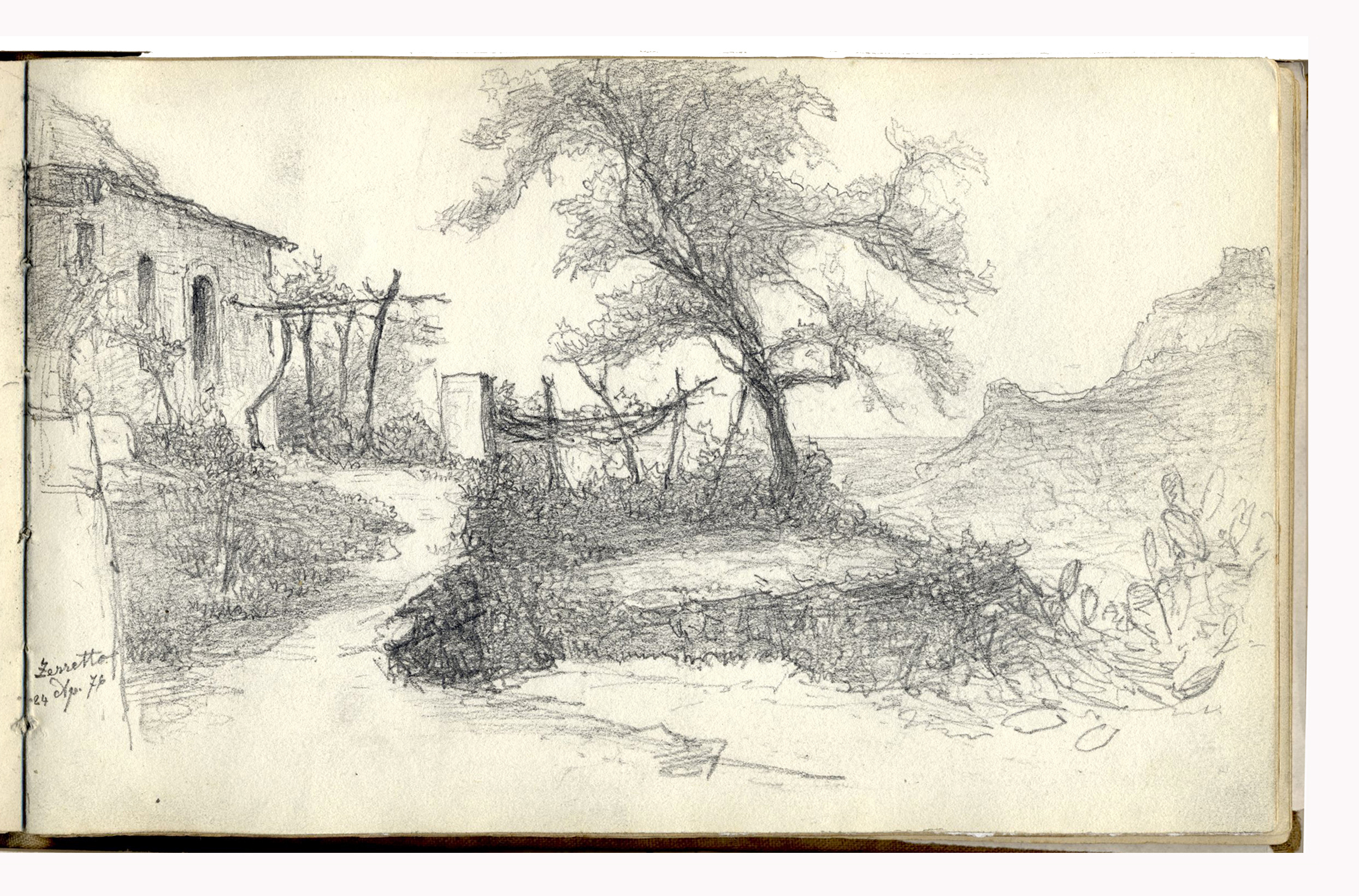
24. April 1876
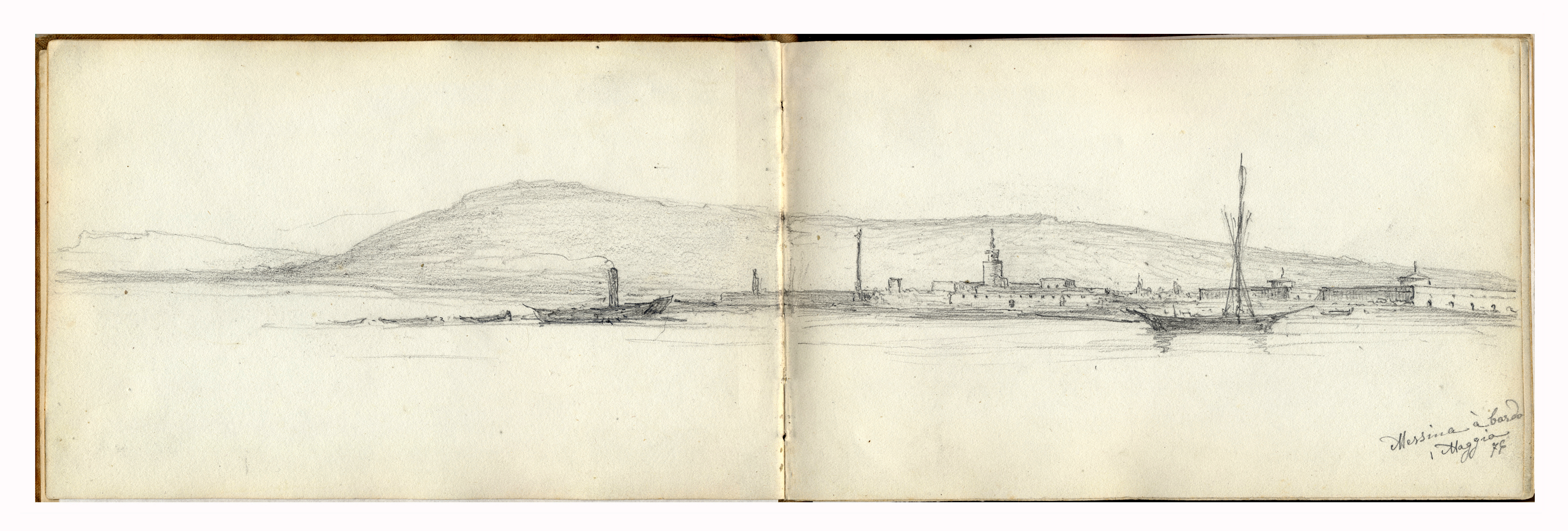
1. Mai 1876. Messina. Hafen
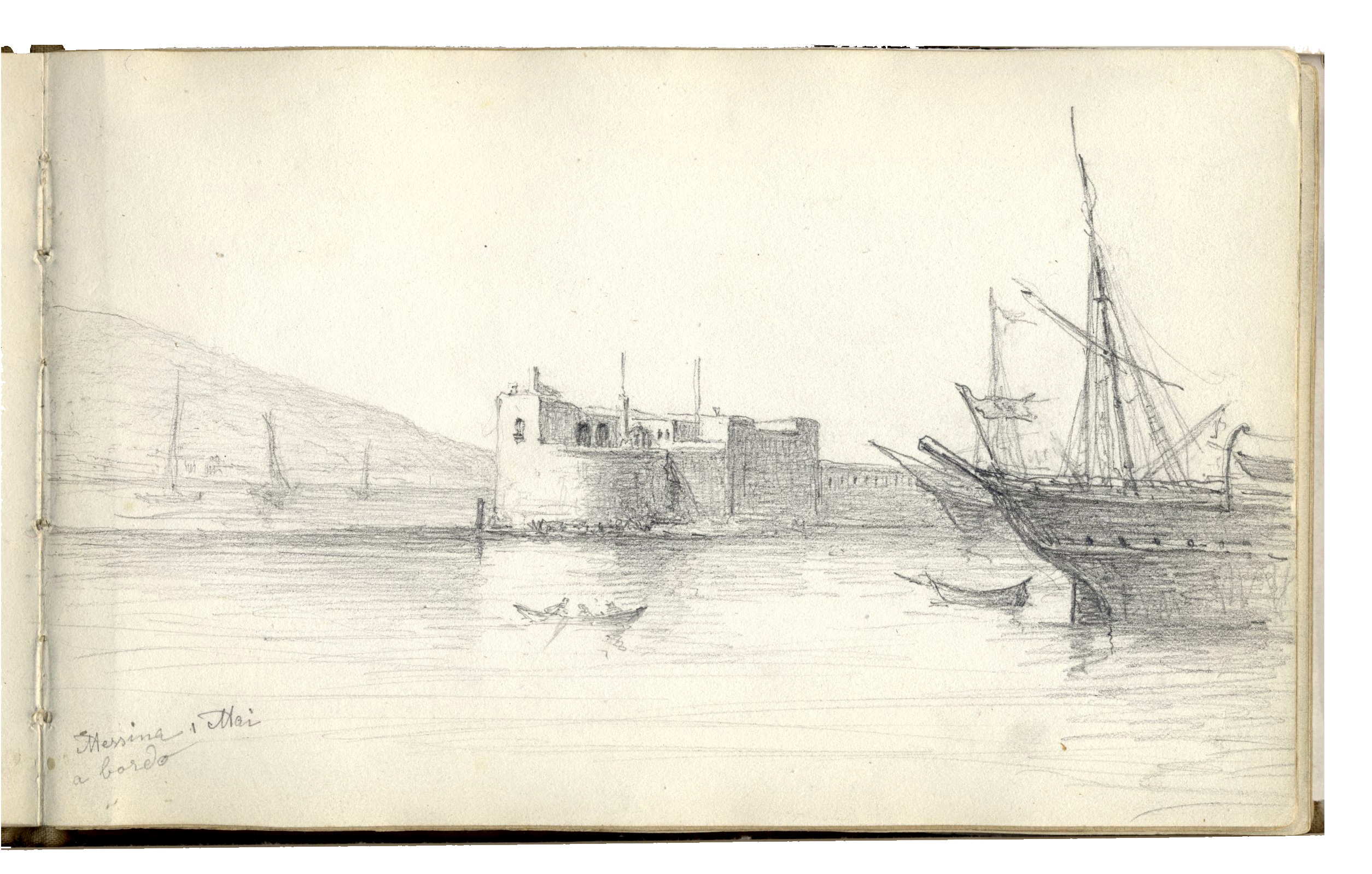
1. Mai 1876. Messina. Hafen
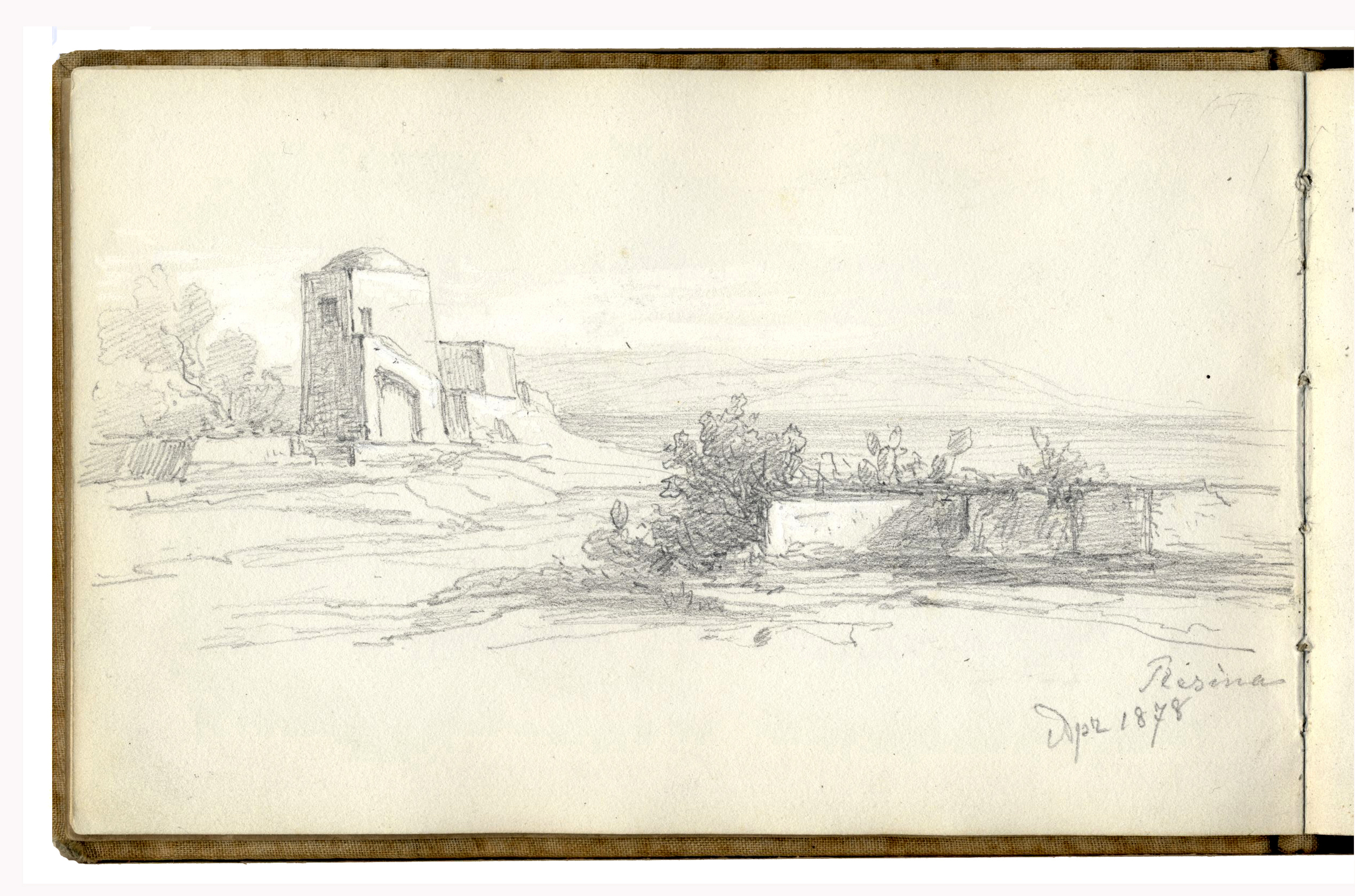
Ercolano.[16] April 1878
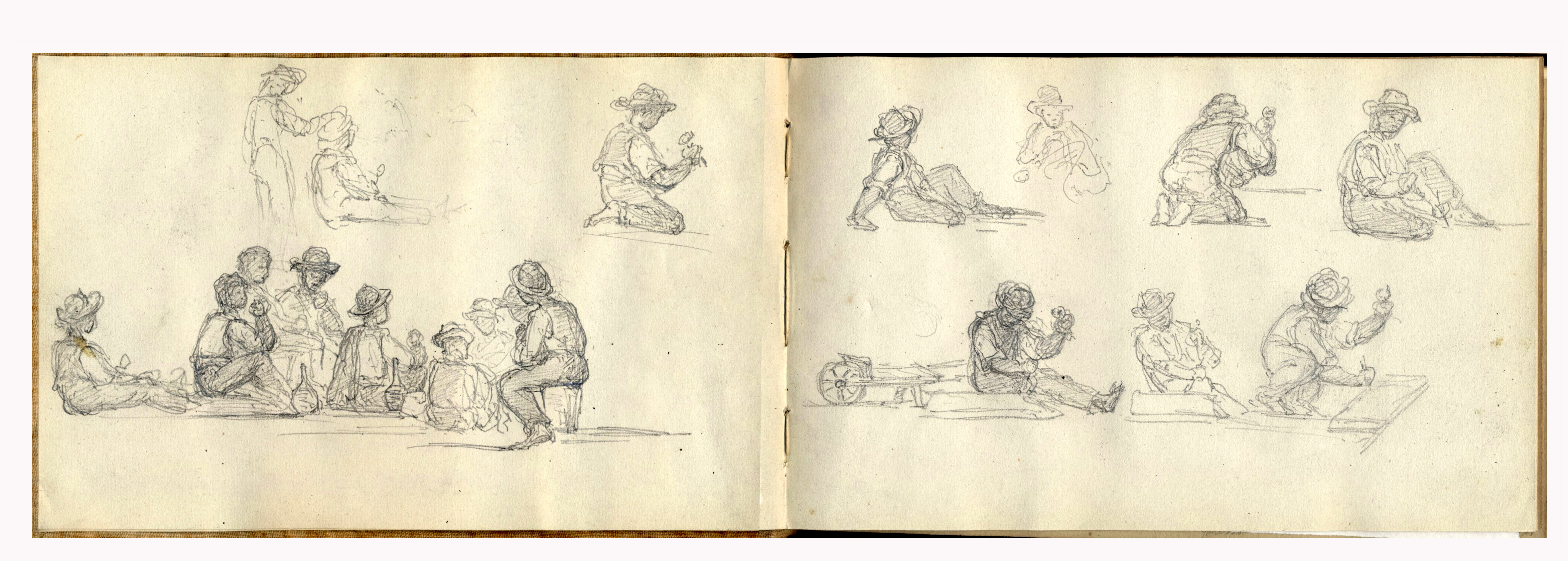
Arbeitsstudien
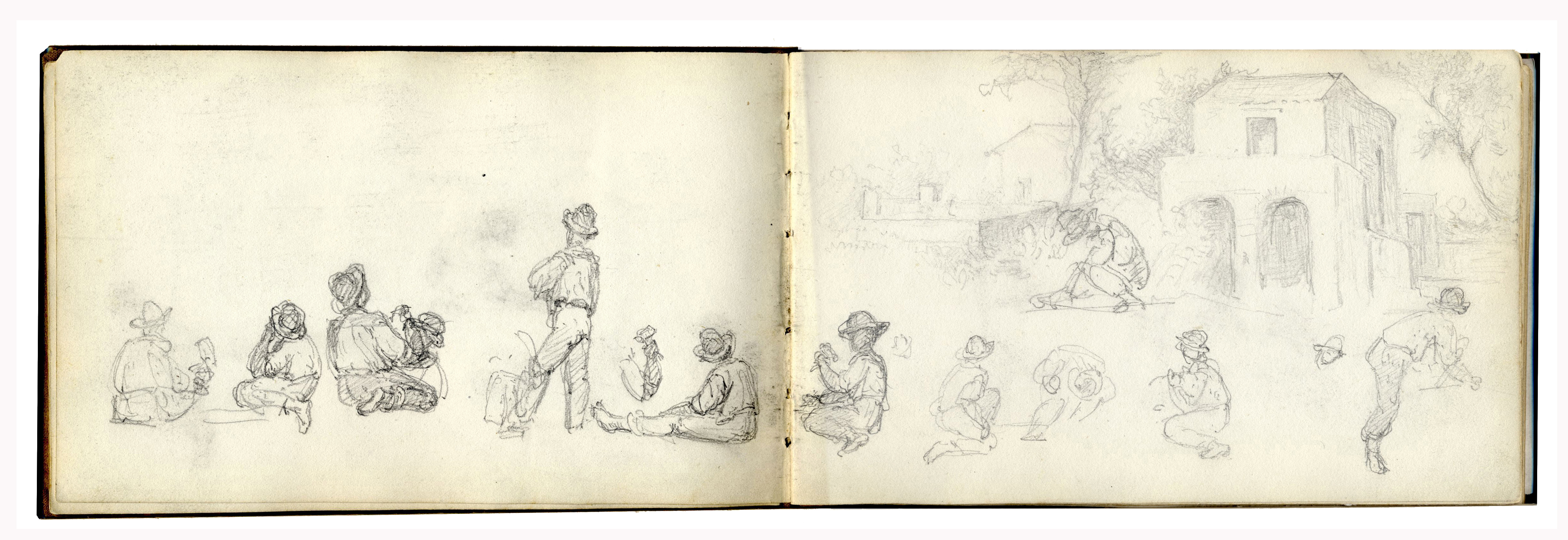
Arbeitsstudien
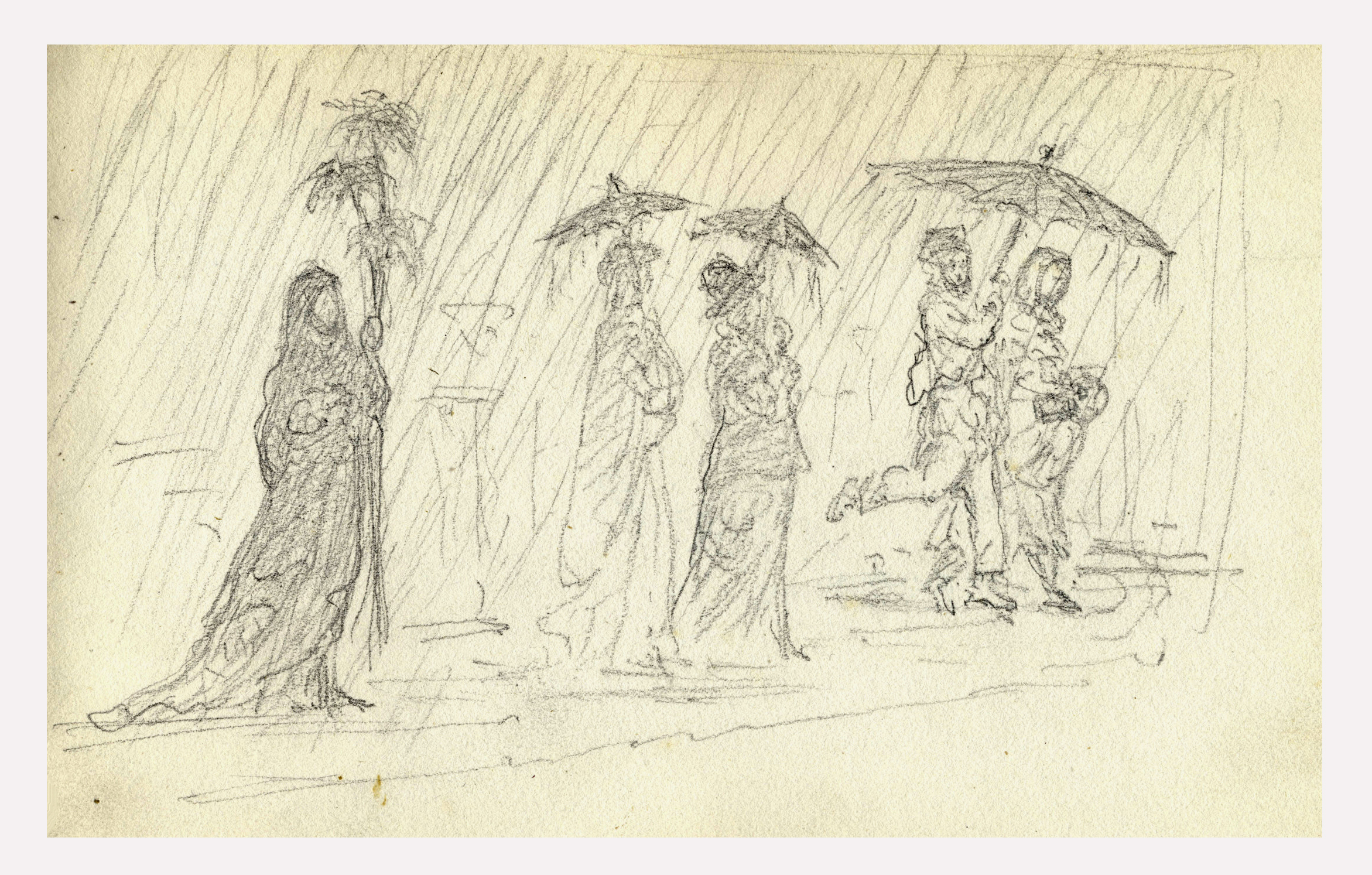
Menschen im Regen
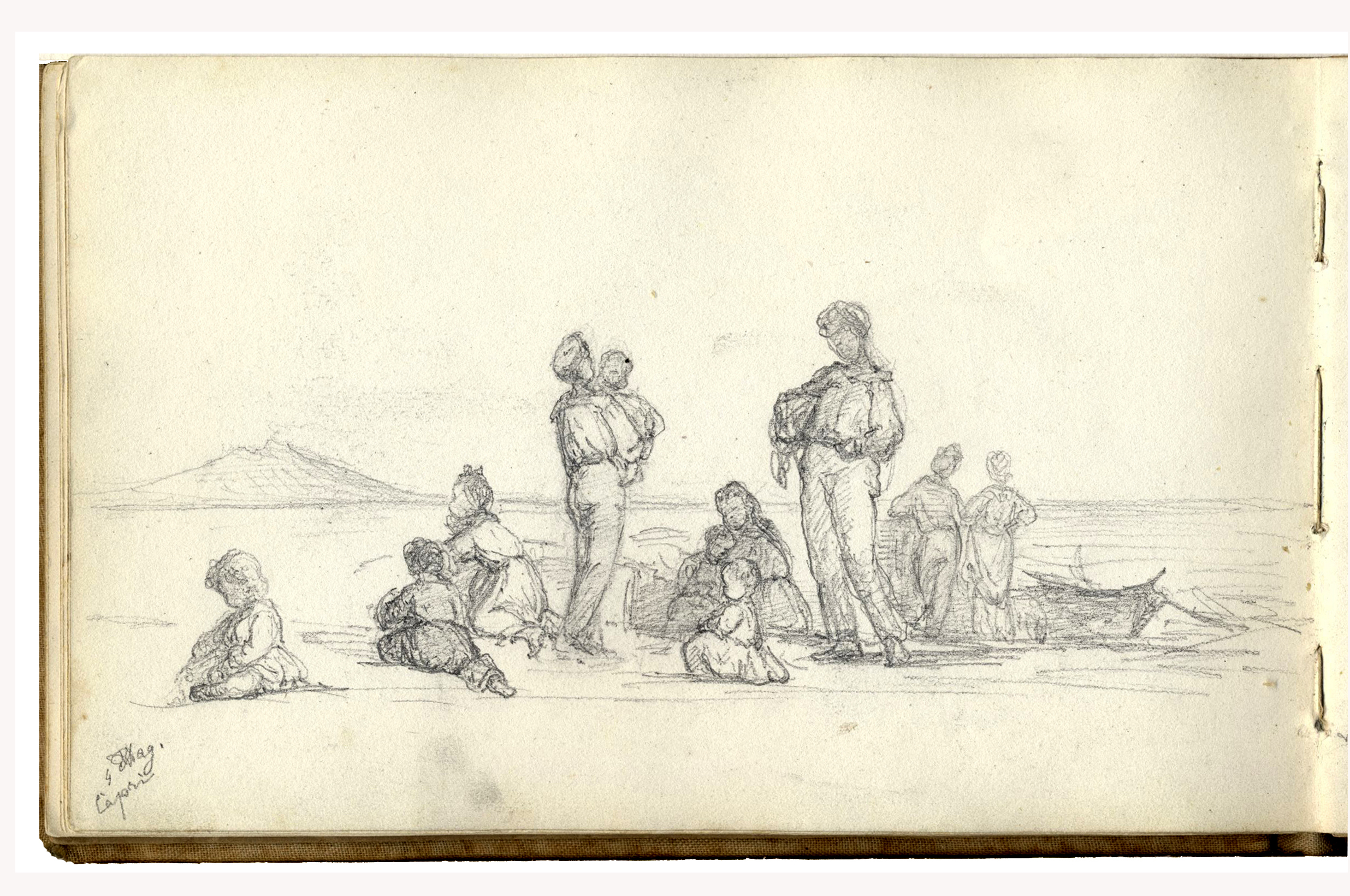
4. Mai. Capri. Menschengruppe
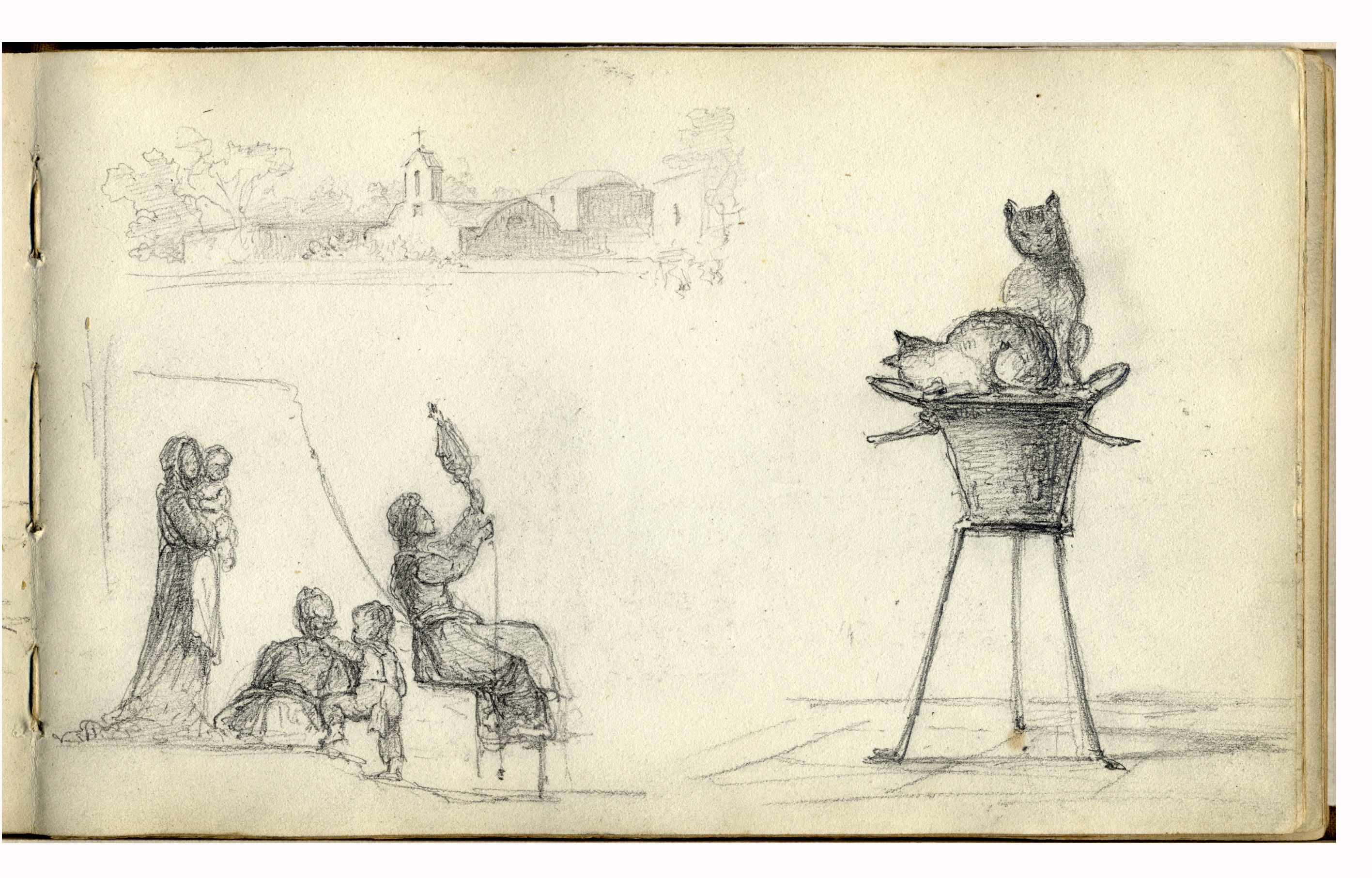
Mai 1876. Capri. Menschengruppe

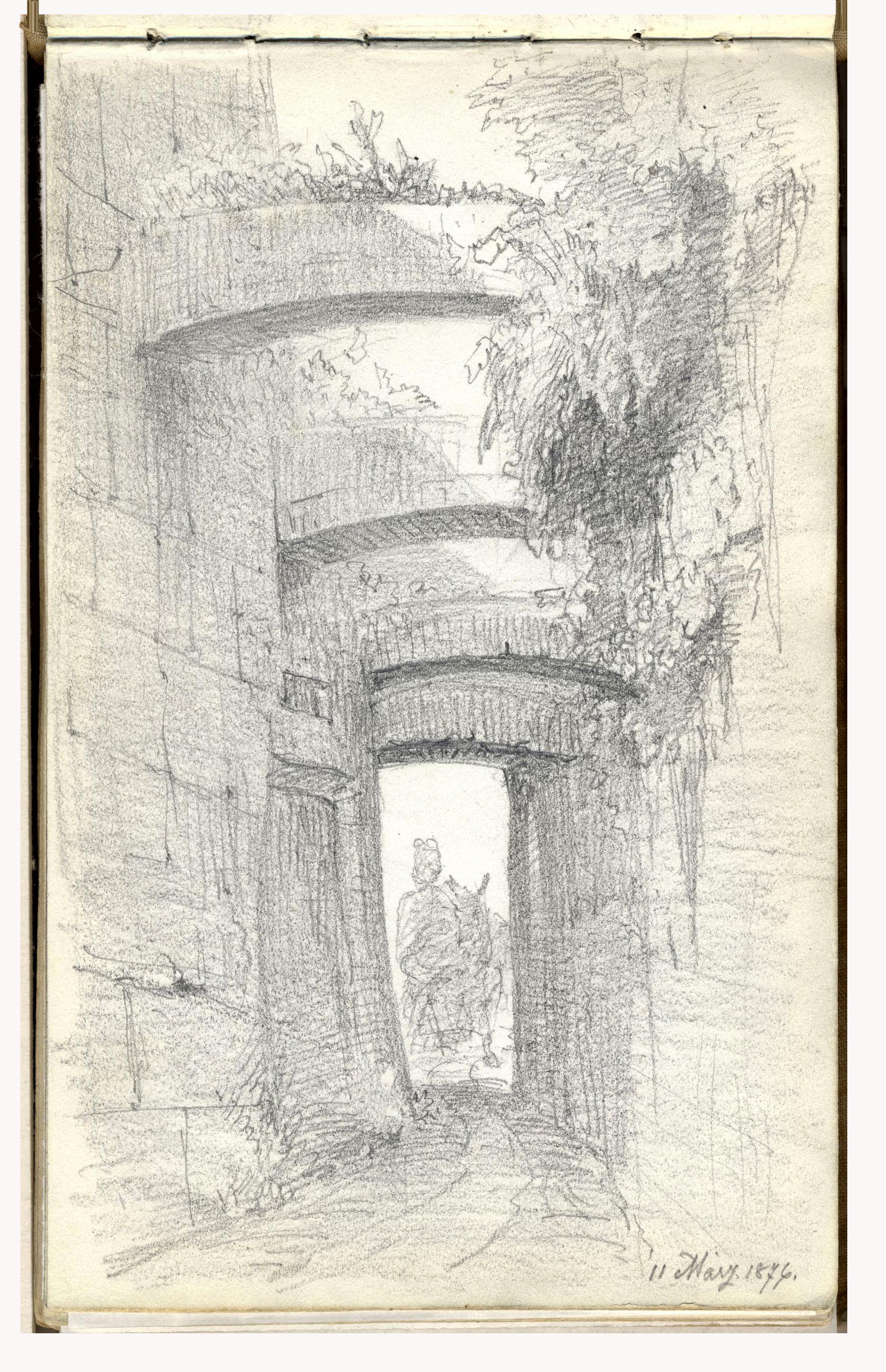
11. März 1876. Gasse
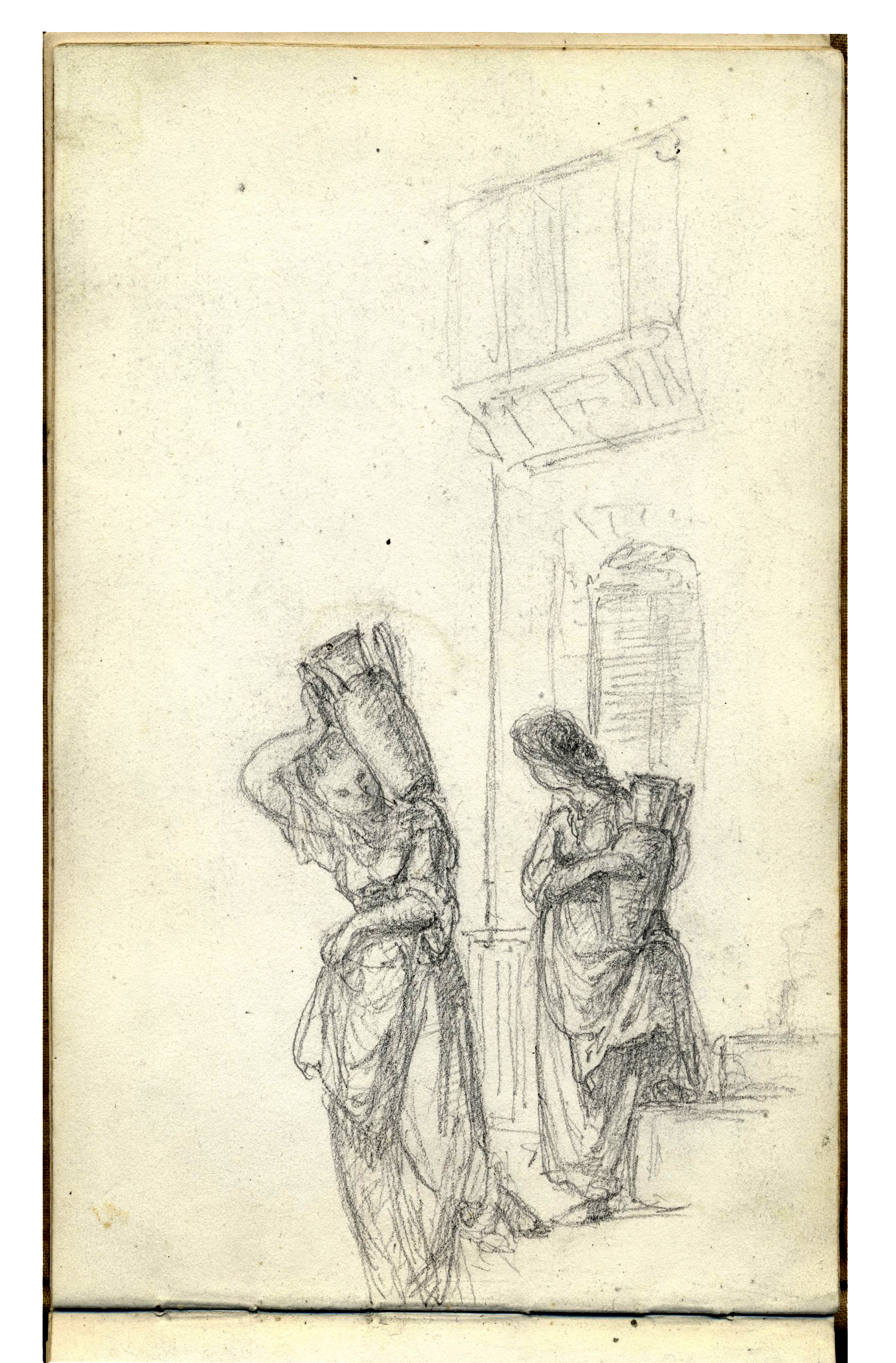
Amphoren-Trägerinnen
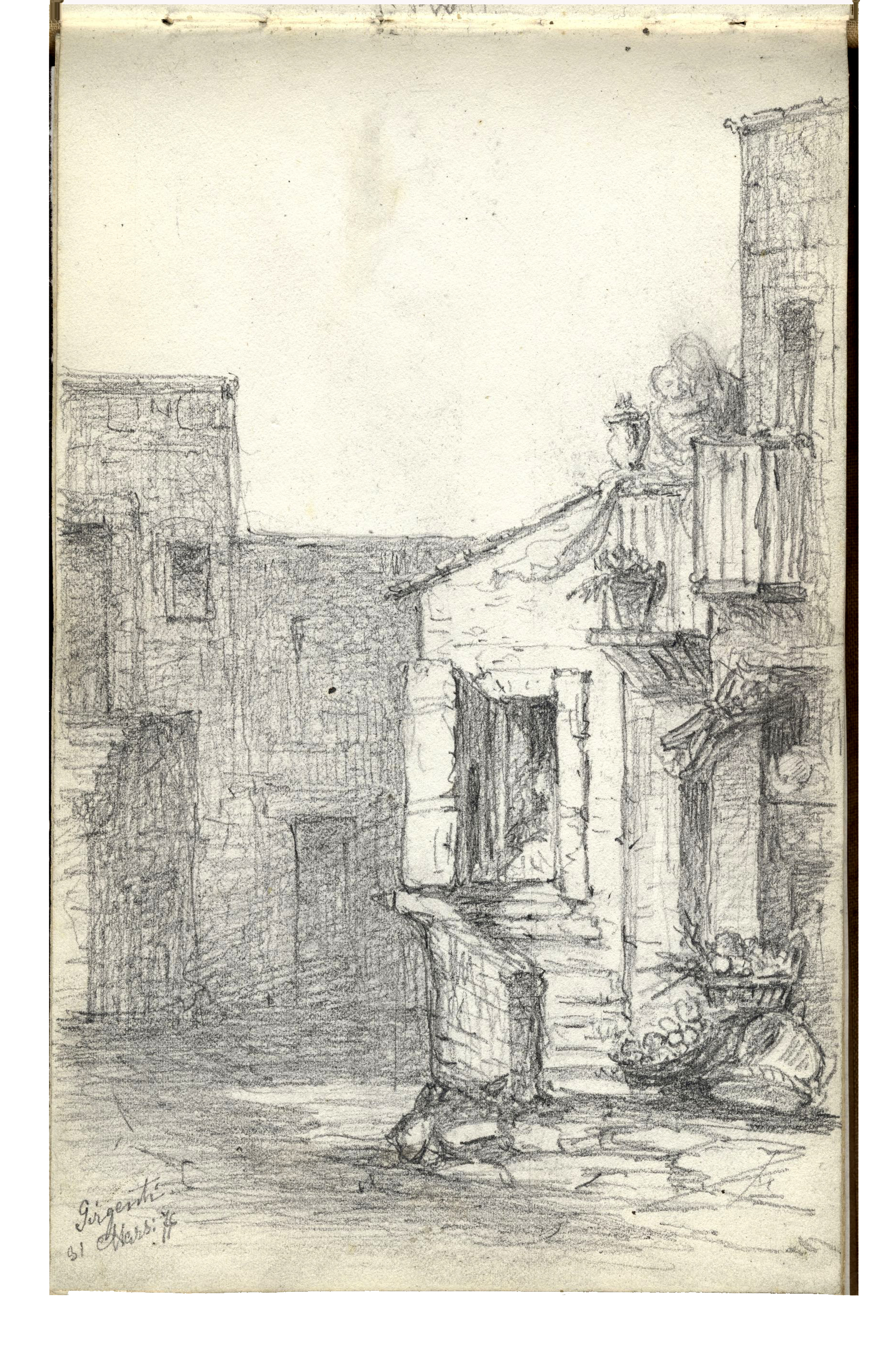
31. März 1876. Agrigent
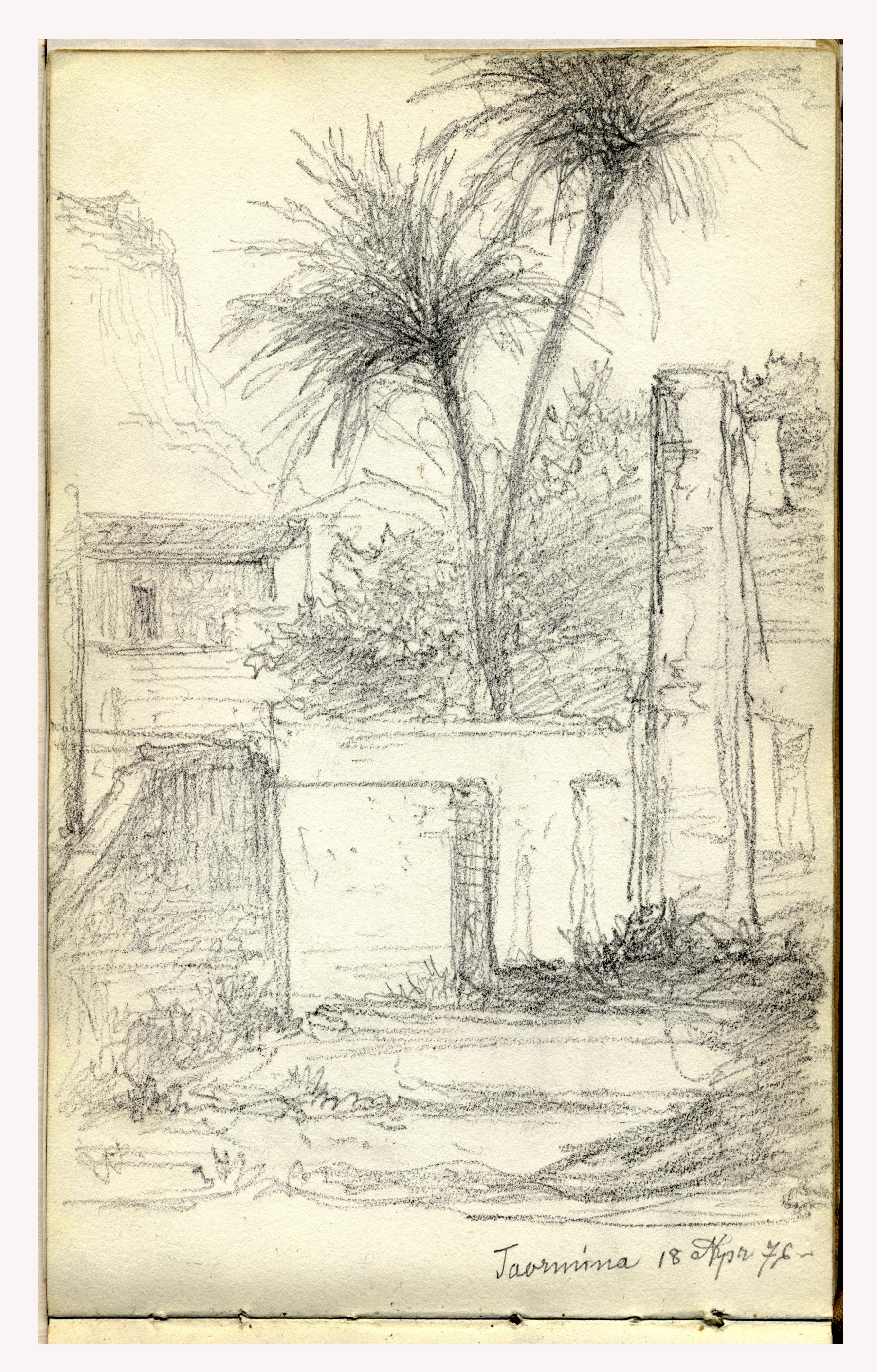
18. April 1876. Taormina
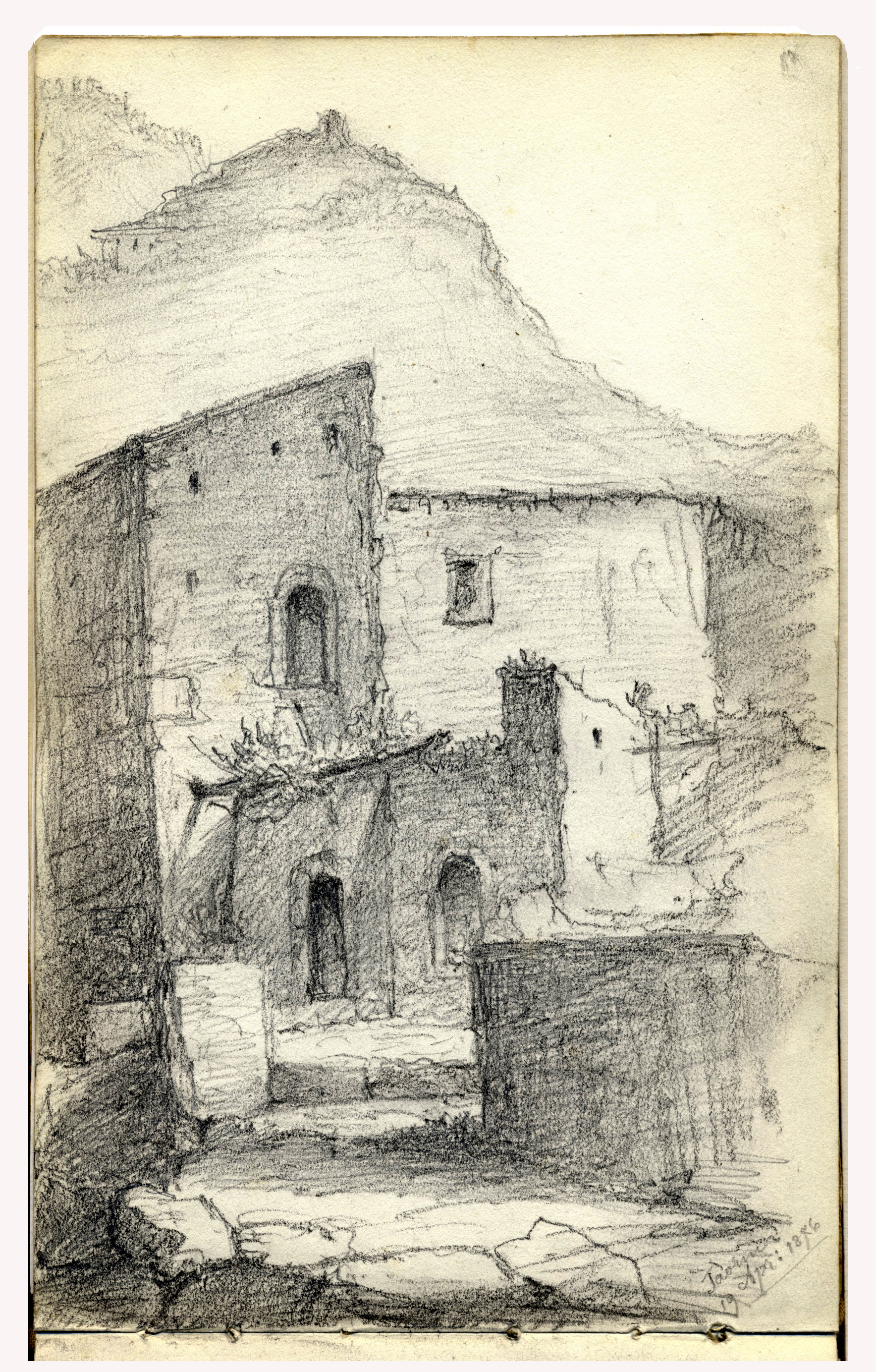
19. April 1876. Taormina
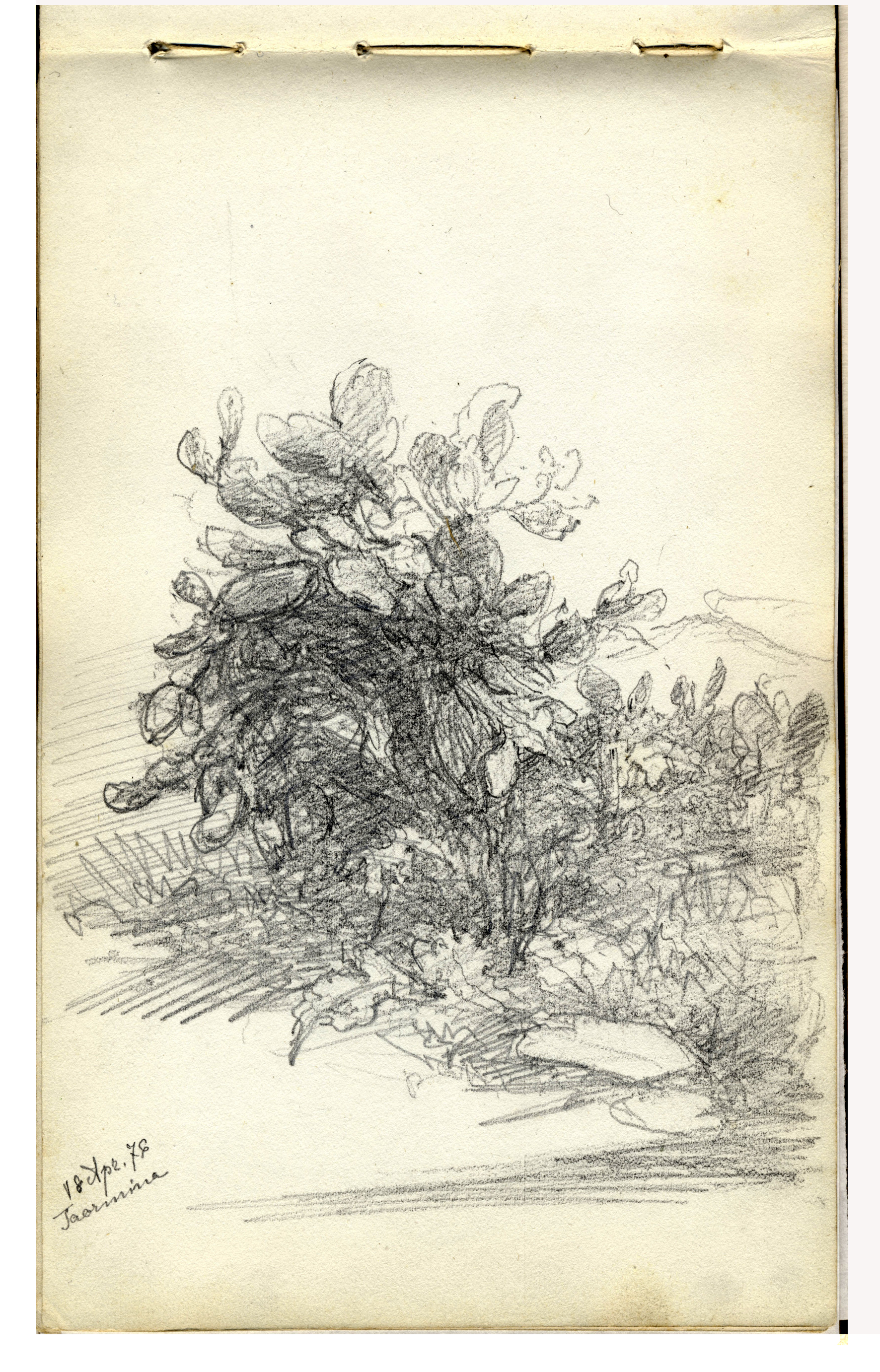
18. April 1876. Taormina